# Nowy Targ
Nowy Targ – miasto w województwie małopolskim, położone w Kotlinie Orawsko-Nowotarskiej u stóp Gorców, w widłach Czarnego i Białego Dunajca. Siedziba powiatu nowotarskiego, dwóch gmin - miejskiej (miasto Nowy Targ) oraz gminy wiejskiej Nowy Targ, a także Euroregionu Tatry.
Liczący 30 807 mieszkańców Nowy Targ jest największym miastem i historyczną stolicą Podhala, jak również jego głównym ośrodkiem handlowym, komunikacyjnym i przemysłowym.
W mieście działa Akademia Nauk Stosowanych, a także najwyżej położone lotnisko w Polsce.
Lokowany przed 1233 rokiem, Nowy Targ prawa miejskie otrzymał 22 czerwca 1346 r. od króla Kazimierza Wielkiego. Zachował się historyczny zespół architektoniczno-urbanistyczny miasta ze średniowiecznym rynkiem.

## Nazwa
W 1233 w okolicach obecnego miasta wymieniana jest osada o nazwie Stare Cło (łac. Antiquum Theoloneum) lub Długie Pole. Później w nowym miejscu powstała osada Novum Forum, Neoforum. W języku polskim nazwa miasta była zapisywana jako Nowy Targ lub Nowytarg.
Dla zachowania tradycji przy uroczystych okazjach używana jest nazwa Królewskie Wolne Miasto Nowy Targ. Nowy Targ był miastem królewskim Korony Królestwa Polskiego i uzyskał prawo składu w 1638 roku. Na pobliskiej Słowacji miasto jest znane jako Nový Targ.
Nowy Targ potocznie zwany jest przez górali Miastem. W okresie lokacyjnym miasto nosiło nazwę niem. Neumarkt, zaś w okresie zaboru austriackiego było nazywane przez miejscowych Żydów Naj-Mark (jid. ‏נײַ־מאַרק‎). W okresie niemieckiej okupacji Polski władze gubernatorstwa wprowadziły urzędową nazwę Neumarkt am Dohnst.

## Geografia

### Położenie
Nowy Targ leży u zbiegu Białego i Czarnego Dunajca (tu powstaje Dunajec), w środkowej części Kotliny Nowotarskiej, u podnóża Gorców. Dalej na wschód znajdują się Pieniny i Jezioro Czorsztyńskie, na zachód Babia Góra w Beskidzie Żywieckim, a na południe Tatry. Dzięki swojemu położeniu Nowy Targ stanowi dobrą bazę wypadową w okoliczne góry.
Miasto leży blisko granicy ze Słowacją. Jest położone na szerokości 49°28′N i długości 20°01′E, na zróżnicowanej wysokości od 585 do 1138 m n.p.m.
Większa część miasta znajduje się w Kotlinie Nowotarskiej, natomiast jego północne rejony obejmują stoki Gorców. Najwyższym szczytem w obrębie granic miasta jest Bukowina Miejska. Na południowym skraju miasta występują lasy i torfowiska z rezerwatem przyrody Bór na Czerwonem.
Nowy Targ leży w południowej Małopolsce, w dawnej ziemi krakowskiej.

### Klimat
Według klasyfikacji Köppena-Geigera Nowy Targ leży w strefie Dfb – klimatu kontynentalnego wilgotnego z łagodnym latem. Opady są znaczne przez cały rok.
| Miesiąc                              | Sty   | Lut   | Mar   | Kwi   | Maj  | Cze  | Lip  | Sie  | Wrz  | Paź   | Lis   | Gru   | Roczna |
| ------------------------------------ | ----- | ----- | ----- | ----- | ---- | ---- | ---- | ---- | ---- | ----- | ----- | ----- | ------ |
| Rekordy maksymalnej temperatury [°C] | 15.5  | 17.3  | 20.8  | 26.5  | 30.1 | 32.8 | 33.3 | 34.0 | 29.8 | 25.7  | 22.3  | 14.2  | 34,0   |
| Średnie temperatury w dzień [°C]     | −2.0  | −1.3  | 4.9   | 11.8  | 17.1 | 20.1 | 20.9 | 20.5 | 18.0 | 11.6  | 3.8   | −0.1  | 10,4   |
| Średnie dobowe temperatury [°C]      | −5.3  | −4.8  | −0.4  | 5.4   | 11.3 | 13.8 | 14.7 | 14.3 | 10.7 | 5.6   | 0.0   | −3.5  | 5,1    |
| Średnie temperatury w nocy [°C]      | −9.0  | −8.7  | −6.0  | −1.2  | 5.5  | 7.8  | 9.0  | 7.9  | 4.1  | 0.2   | −3.5  | −6.7  | −0,1   |
| Rekordy minimalnej temperatury [°C]  | −37.4 | −34.1 | −25.6 | −13.5 | −6.1 | −3.5 | 0.9  | −2.2 | −5.8 | −14.1 | −22.7 | −28.9 | −37,4  |
| Opady [mm]                           | 55    | 53    | 60    | 85    | 115  | 147  | 162  | 126  | 93   | 67    | 60    | 55    | 1078   |
| Średnie usłonecznienie [h]           | 68    | 85    | 112   | 134   | 175  | 167  | 159  | 156  | 125  | 118   | 81    | 85    | 1438   |
| Źródło: IMGW 1.11.2014               |       |       |       |       |      |      |      |      |      |       |       |       |        |

#### Zanieczyszczenie powietrza
Umiejscowienie miasta na dnie kotliny utrudnia jego wentylację, przez co spowija je smog, szczególnie w sezonie grzewczym. Nowy Targ znajduje się w czołówce rankingu polskich i europejskich miast z najbardziej zanieczyszczonym powietrzem.
W podsumowaniu Polskiego Alarmu Smogowego w 2018 i 2019 roku Nowy Targ został ogłoszony najbardziej zanieczyszczonym miastem w Polsce, natomiast w 2021 roku najbardziej zanieczyszczonym w całej Unii Europejskiej. Od 2018 roku, pod względem najwyższego średniorocznego stężenia rakotwórczego benzo(a)pirenu, Nowy Targ osiągnął najwyższy wynik w Polsce (18 ng/m3), stanowiący 1800% wartości dopuszczalnej normy; wartość ta jest porównywalna z 22 papierosami wypalanymi każdego dnia. Nowy Targ osiągnął też wysoką pozycję pod względem najwyższego średniorocznego stężenia pyłu PM10 oraz największej liczby dni, w których jego normy zostały przekroczone.

### Struktura powierzchni
Według danych z 2006 Nowy Targ ma obszar 51,07 km².
| Rodzaj terenu      | Powierzchnia | Powierzchnia |
| ------------------ | ------------ | ------------ |
| Rodzaj terenu      | ha           | %            |
| użytki rolne       | 2446         | 48,5         |
| lasy               | 1790         | 35,5         |
| tereny osiedlowe   | 218          | 4,3          |
| drogi              | 197          | 3,9          |
| tereny przemysłowe | 97           | 1,9          |
| wody               | 69           | 1,3          |
| tereny rekreacyjne | 24           | 0,4          |
| ogółem             | 5042         | 100,0        |

Miasto stanowi 3,46% powierzchni powiatu.

### Demografia
Dane z 2019 według UM Nowy Targ:
| Opis                              | Ogółem | Ogółem | Kobiety | Kobiety | Mężczyźni | Mężczyźni |
| --------------------------------- | ------ | ------ | ------- | ------- | --------- | --------- |
| Jednostka                         | osób   | %      | osób    | %       | osób      | %         |
| Populacja                         | 31 979 | 100    | 16 865  | 52,74   | 15 114    | 47,26     |
| Gęstość zaludnienia [mieszk./km²] | 626,18 | 626,18 | 330,23  | 330,23  | 295,95    | 295,95    |

#### Wykres zmian liczby ludności
Na wykresie widoczne są spadki liczby ludności wywołane potopem szwedzkim, zarazą i głodem spowodowanym przez rabację galicyjską oraz II wojną światową.
Piramida wieku mieszkańców Nowego Targu w 2014:

### Rejony Nowego Targu

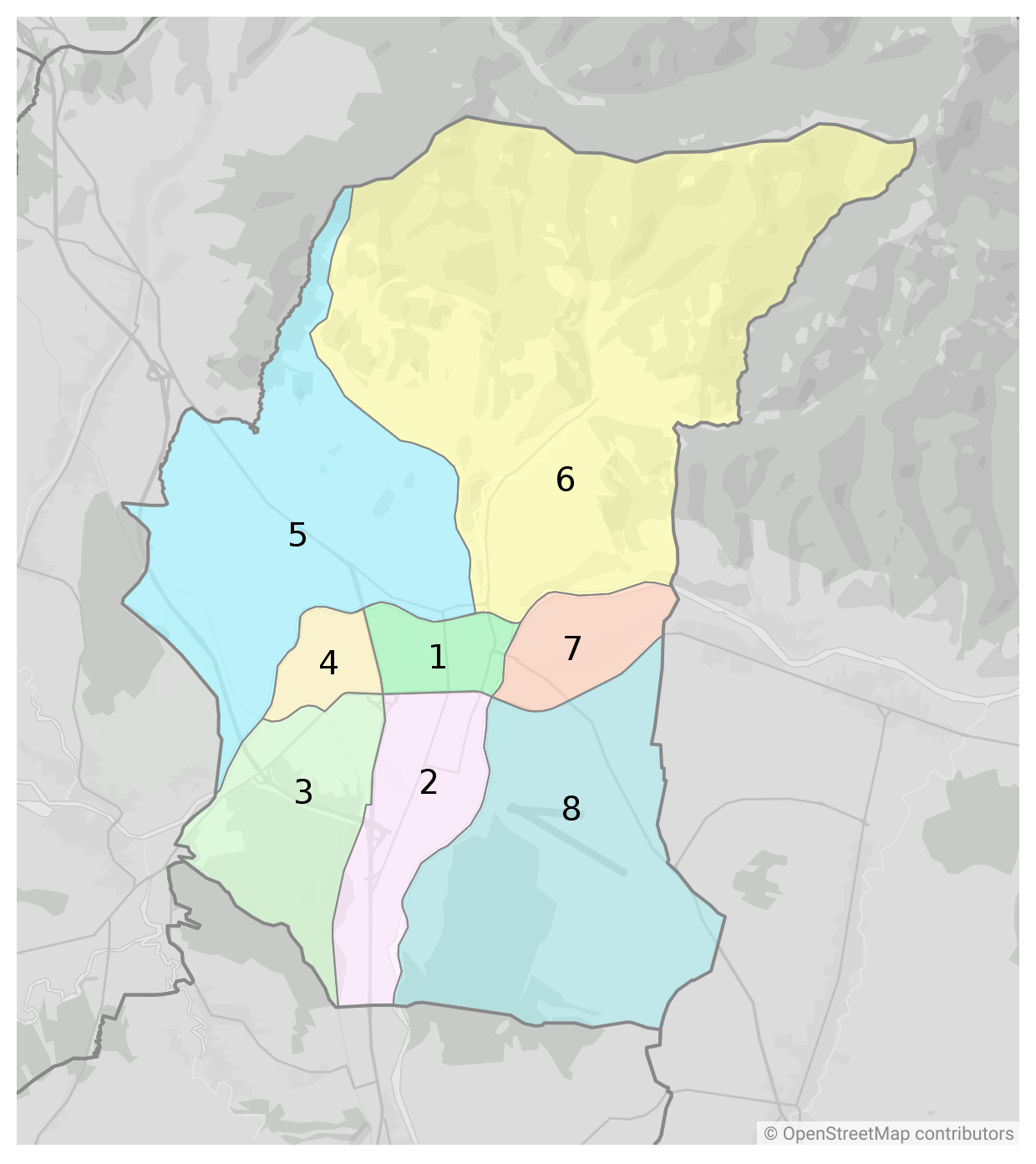
Rejony Nowego Targu

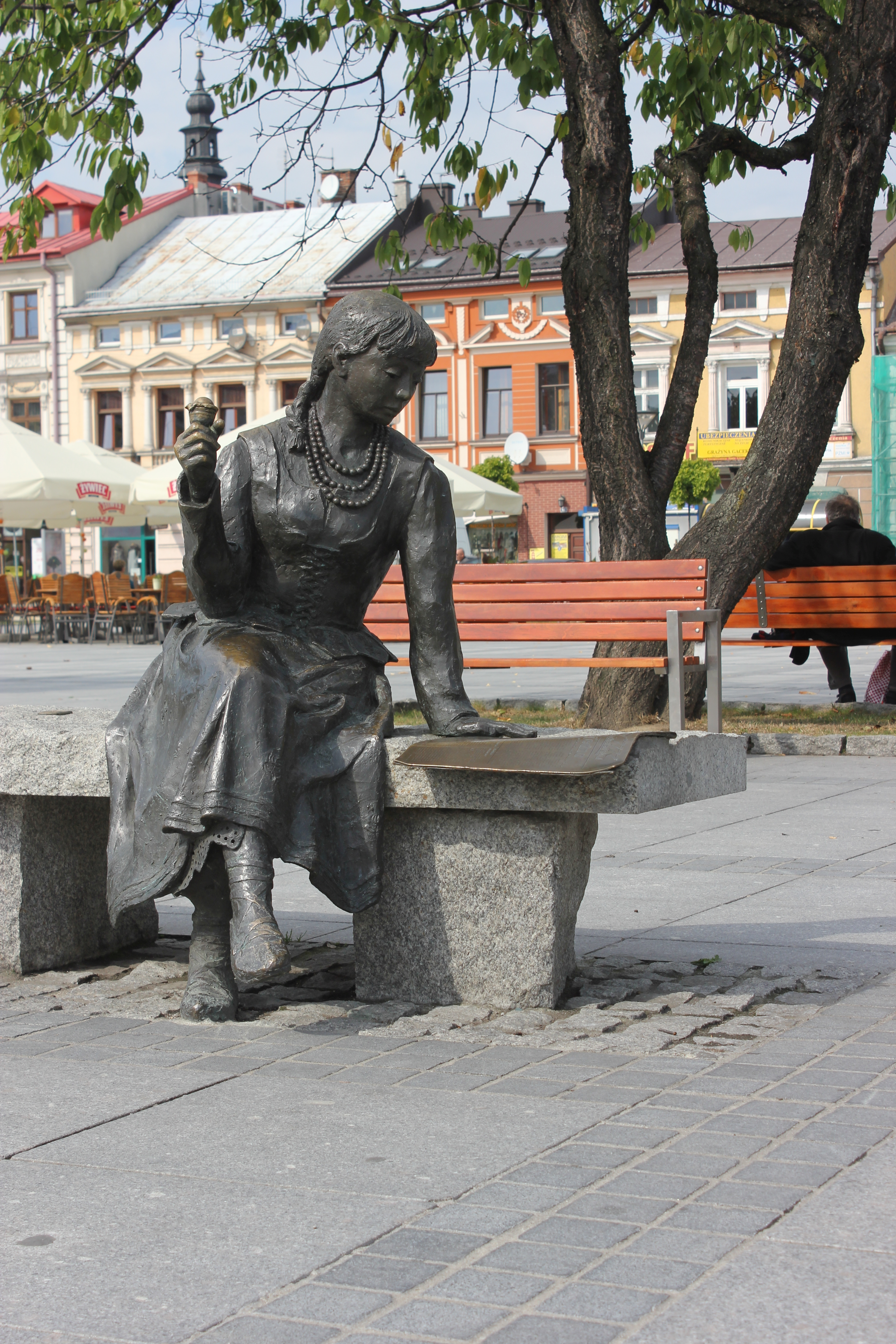
Ławeczka góralki na rynku

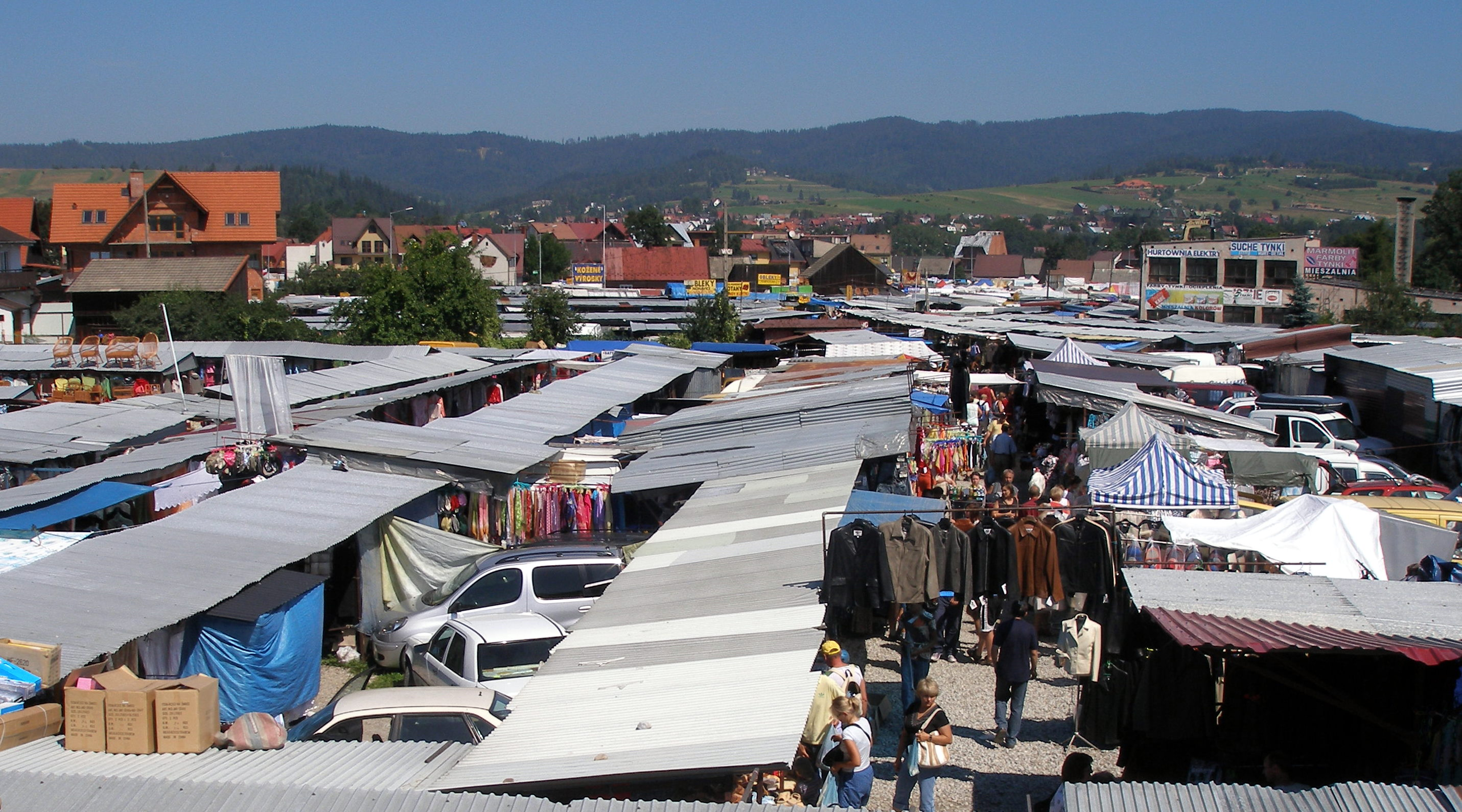
Dawny plac targowy na osiedlu Bereki

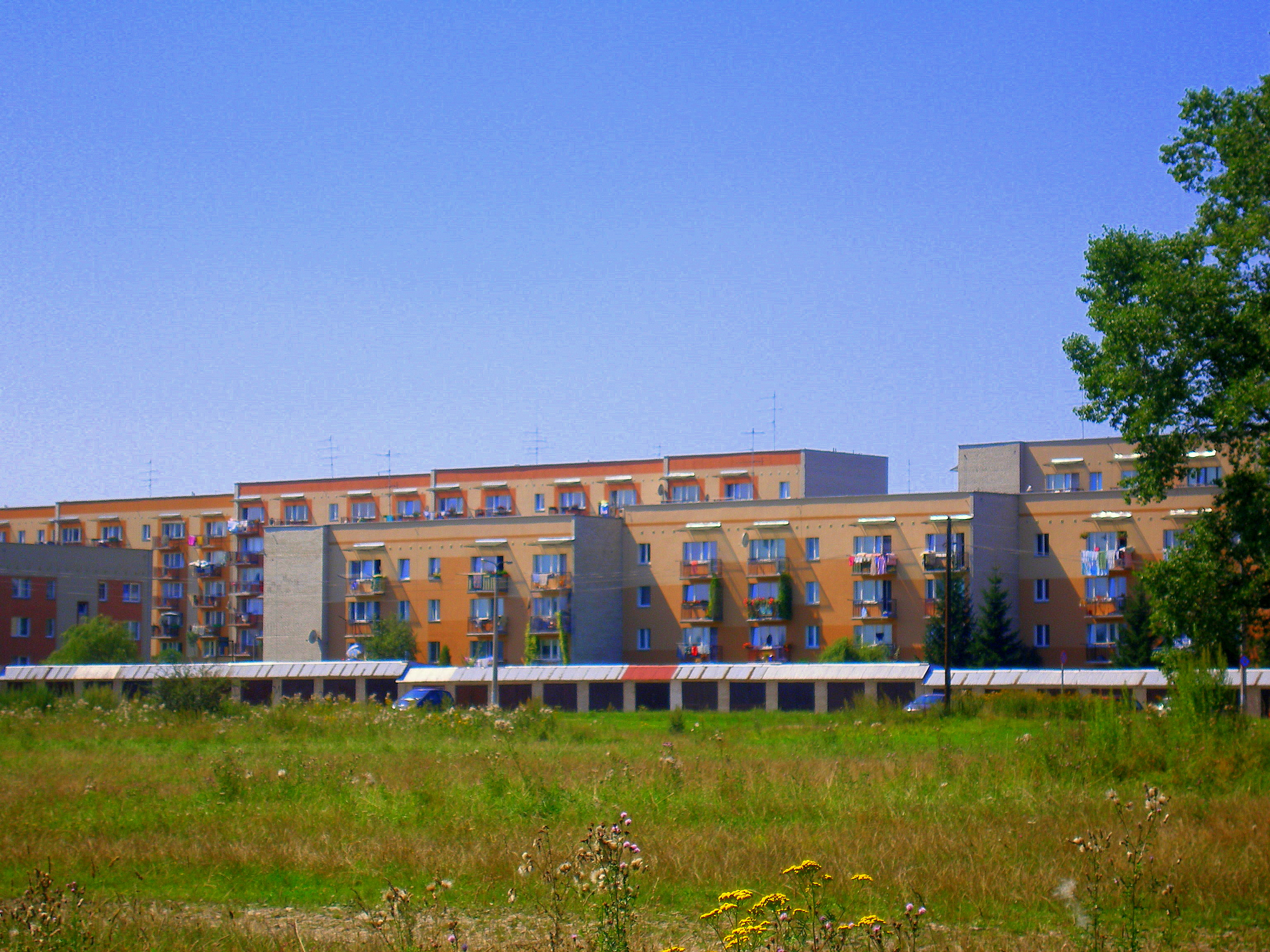
Bloki mieszkalne przy ul. gen. Stanisława Maczka

Nowy Targ nie dzieli się formalnie na dzielnice. Teren miasta podzielony jest na rejony ze względu na:
- naturalne bariery komunikacyjne (rzeki, tory kolejowe, główne drogi itd.),
- zwartość powierzchni,
- zróżnicowanie zagospodarowania terenu między rejonami.

Głównymi rejonami miasta są:
1. Stare Miasto i Śródmieście
  - granica północna – Czarny Dunajec
  - granica południowa – Aleje Tysiąclecia (droga krajowa nr 49)
  - granica wschodnia – Biały Dunajec
  - granica zachodnia – ul. Krakowska (droga krajowa nr 47, Zakopianka)
2. Równia Szaflarska (pot. Bloki)
  - granica północna – Aleje Tysiąclecia (droga krajowa nr 49)
  - granica południowa – granica miasta ze wsią Szaflary
  - granica wschodnia – Biały Dunajec
  - granica zachodnia – ul. Krakowska (droga krajowa nr 47, Zakopianka)
3. Bór
  - granica północna – Czarny Dunajec
  - granica południowa – granica miasta ze wsią Szaflary
  - granica wschodnia – linia kolejowa nr 99 (Chabówka – Zakopane)
  - granica zachodnia – granica miasta ze wsią Zaskale
4. Ibisor
  - granica północna – Czarny Dunajec
  - granica południowa – linia kolejowa nr 99 (Chabówka – Zakopane)
  - granica wschodnia – ul. Krakowska (droga krajowa nr 47, Zakopianka)
  - granica zachodnia – Czarny Dunajec
5. Niwa i Dział
  - granica północna – granica miasta z wsiami Klikuszowa i Obidowa
  - granica południowa – Czarny Dunajec
  - granica wschodnia – Dział
  - granica zachodnia – granica miasta ze wsiami Ludźmierz, Lasek i Trute
6. Kowaniec i Kokoszków
  - granica północna – granica miasta ze wsią Obidowa
  - granica południowa – Czarny Dunajec
  - granica wschodnia – granica miasta ze wsią Waksmund
  - granica zachodnia – Dział
7. Podmieścisko
  - granica północna – Dunajec
  - granica południowa – Aleje Tysiąclecia (droga krajowa nr 49 i droga wojewódzka nr 969)
  - granica wschodnia – granica miasta ze wsią Waksmund
  - granica zachodnia – Biały Dunajec
8. Czerwone (Lotnisko)
  - granica północna – Aleje Tysiąclecia (droga krajowa nr 49 i droga wojewódzka nr 969)
  - granica południowa – granica miasta ze wsiami Szaflary i Gronków
  - granica wschodnia – granica miasta ze wsiami Waksmund i Gronków
  - granica zachodnia – Biały Dunajec

#### Charakterystyka poszczególnych rejonów

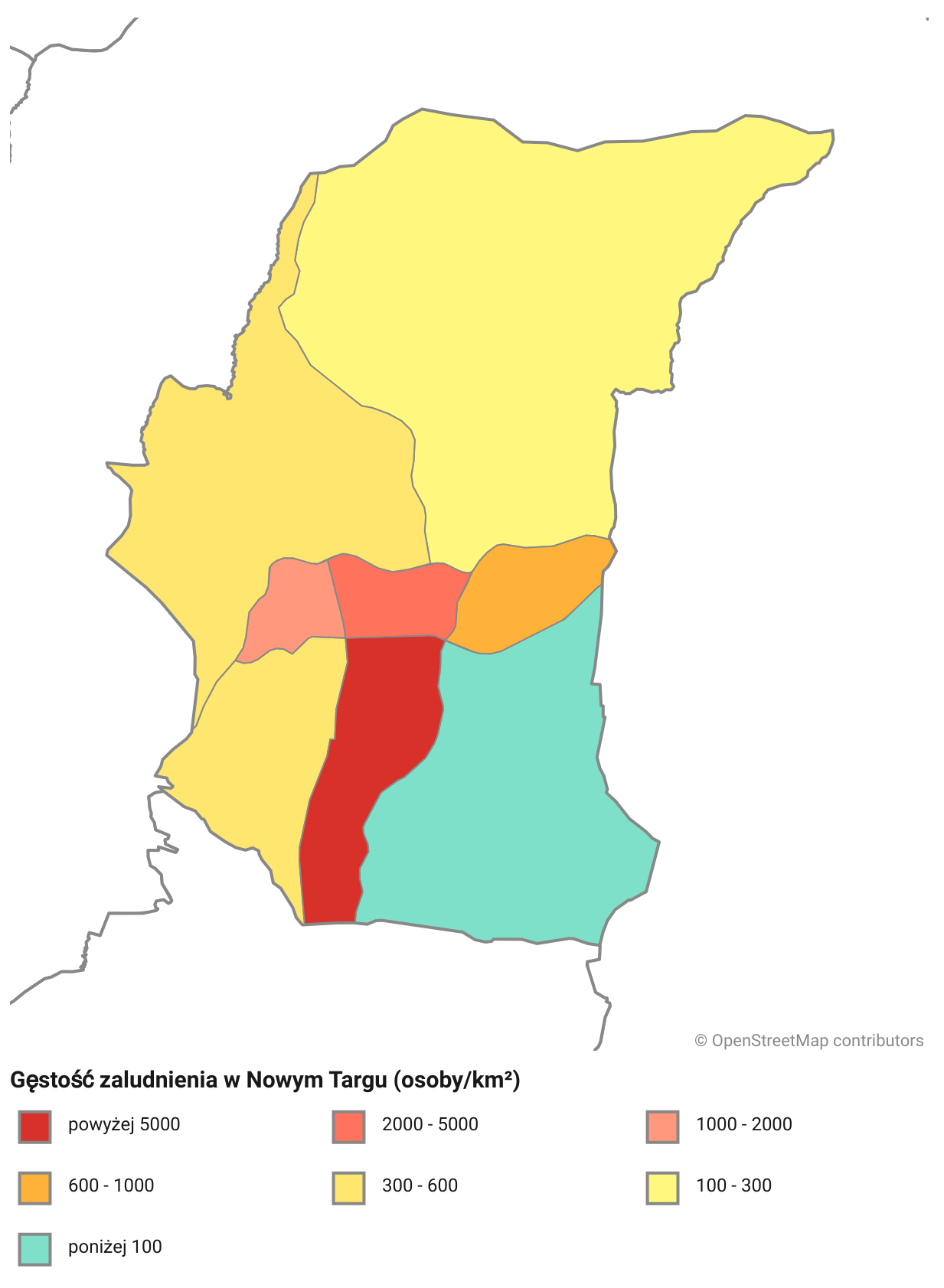
Gęstość zaludnienia w Nowym Targu

#### Charakterystyka poszczególnych rejonów[21]
| Rejon                           | Rejon                           | 1       | 2       | 3      | 4       | 5      | 6      | 7      | 8     | Razem  |
| ------------------------------- | ------------------------------- | ------- | ------- | ------ | ------- | ------ | ------ | ------ | ----- | ------ |
| Powierzchnia                    | ha                              | 132     | 273     | 397    | 145     | 1001   | 2011   | 175    | 902   | 5036   |
| Powierzchnia                    | %                               | 2,62    | 5,42    | 7,88   | 2,88    | 19,88  | 39,93  | 3,47   | 17,91 | 100    |
| Ludność                         | osoby                           | 3695    | 16370   | 1411   | 1571    | 3890   | 5110   | 1218   | 401   | 33666  |
| Ludność                         | %                               | 10,98   | 48,62   | 4,19   | 4,67    | 11,55  | 15,18  | 3,62   | 1,19  | 100    |
| Gęstość zaludnienia (osoby/km²) | Gęstość zaludnienia (osoby/km²) | 2799,24 | 5996,34 | 355,42 | 1083,45 | 388,61 | 254,10 | 696,00 | 44,46 | 668,51 |

#### Osiedla w Nowym Targu

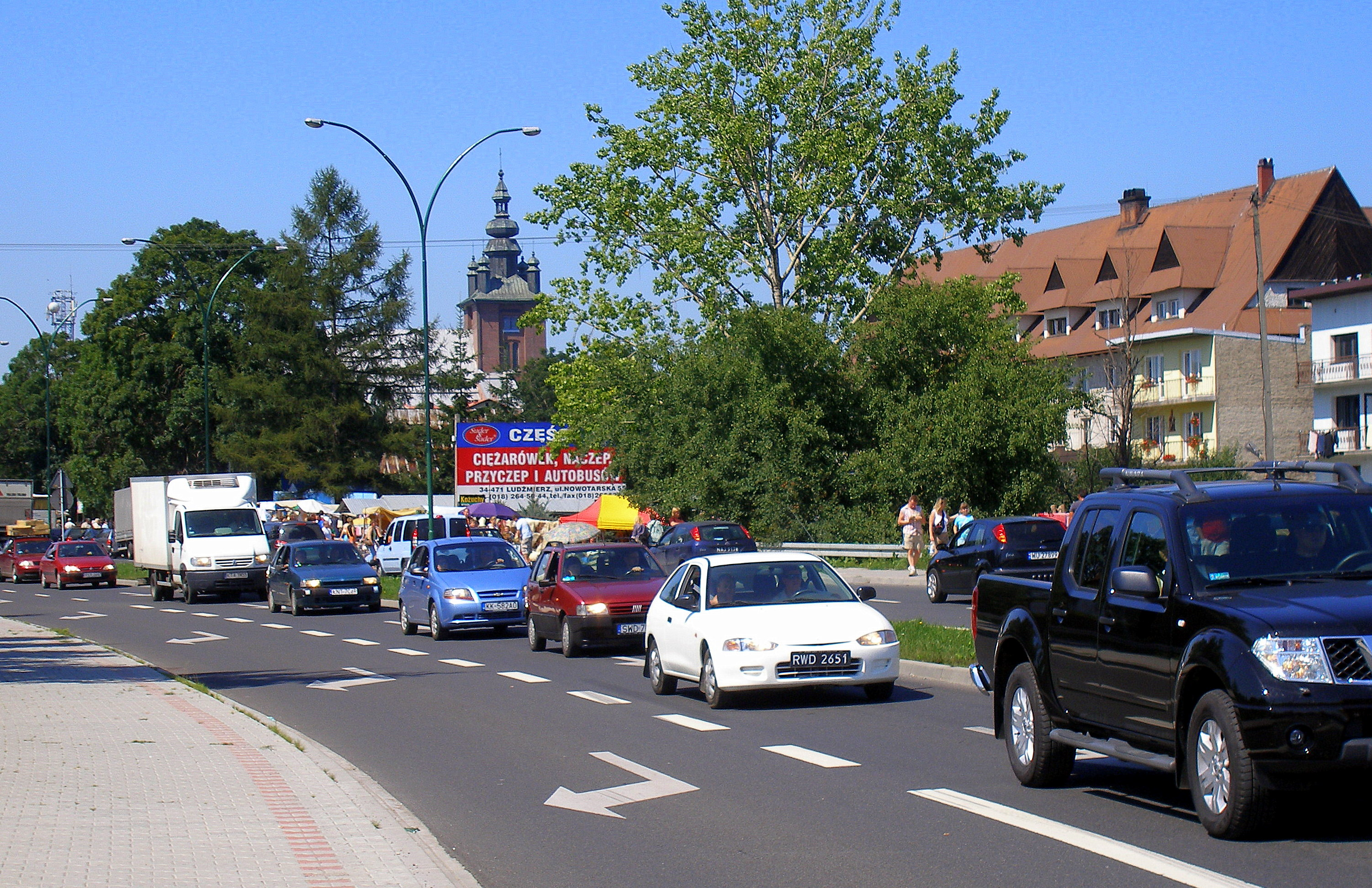
Aleje Tysiąclecia oddzielające starą część miasta od nowej

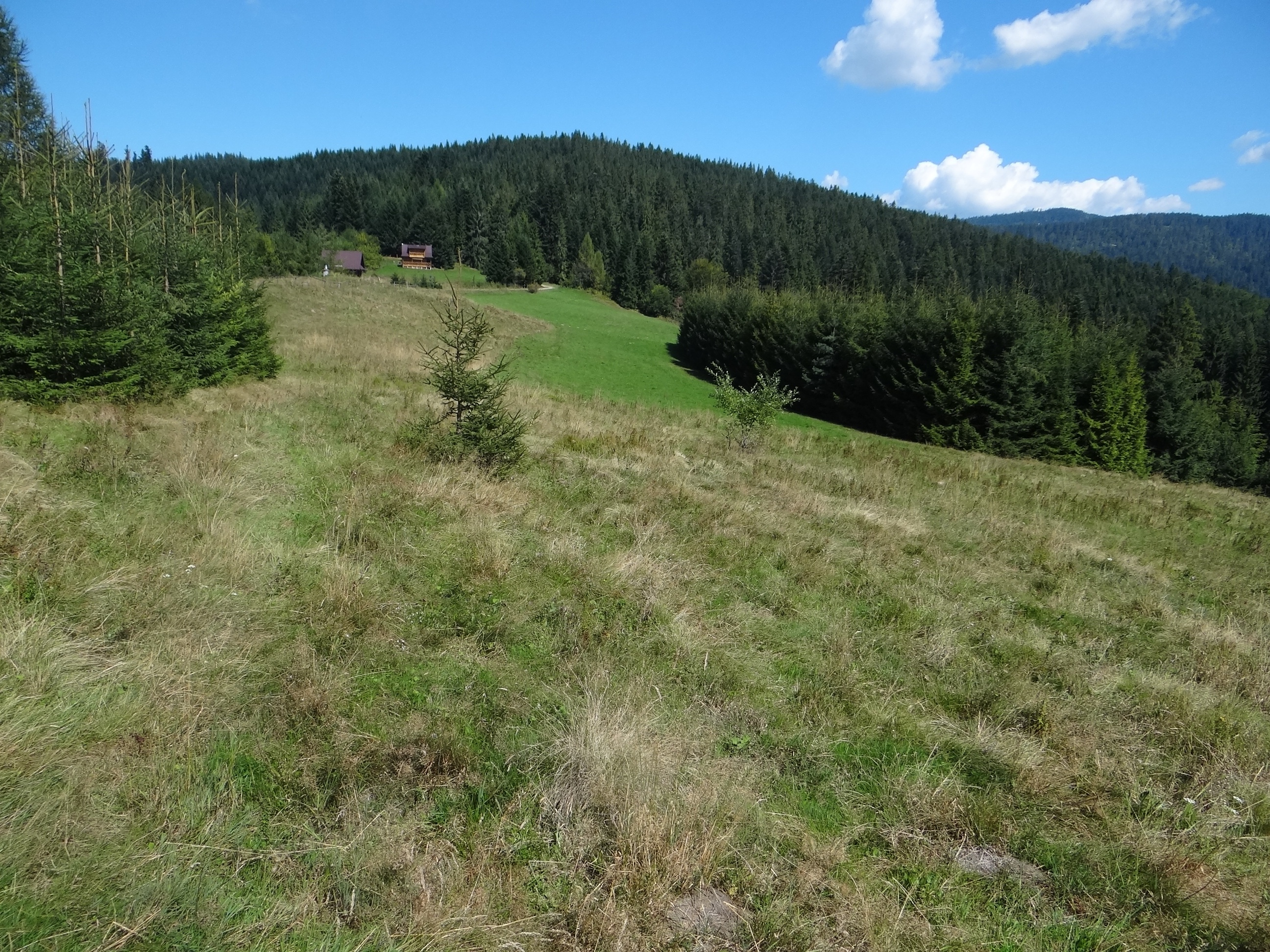
Polana Dziubasówki w północnej części miasta

Dzielnice i osiedla mieszkaniowe nie stanowią oficjalnego, prawnego podziału administracyjnego miasta. Nie są zgodnie z art. 5 ustawy o samorządzie gminnym z 8 marca 1990 jednostkami pomocniczymi gminy. Nazwy niektórych osiedli i dzielnic funkcjonują jako nazwy potoczne poszczególnych obszarów miasta.
1. Śródmieście
  - Osiedle Bereki
  - Osiedle Topolowe
2. Równia Szaflarska (Bloki)
  - Osiedle Suskiego
  - Osiedle Polana Szaflarska
  - Osiedle Witosa
3. Bór
  - Osiedle Bór
  - Osiedle Na Skarpie
4. Ibisor
  - Osiedle Bohaterów Tobruku
  - Osiedle Tetmajera
5. Niwa i Dział
  - Osiedle Buflak
  - Niwa
  - Osiedle Nowe
6. Kowaniec i Kokoszków
  - Osiedle J. Bednarskiego
  - Osiedle Gazdy
  - Kokoszków
  - Kowaniec
  - Osiedle Marfiana Góra
  - Osiedle Oleksówki
  - Osiedle Michała Rekuckiego
  - Osiedle Robów
  - Osiedle Szuflów
  - Osiedle Willowe
  - Osiedle Zadział
7. Podmieścisko
  - Osiedle Konfederacji Tatrzańskiej
  - Osiedle Podmieścisko

## Historia

### Początki
Początki osadnictwa na terenach dzisiejszego Podhala sięgają XIII wieku, kiedy to z opactwa w Jędrzejowie przybyli cystersi. Założyli klasztor w Ludźmierzu, a w 1254 Bolesław Wstydliwy zezwolił im na zakładanie nowych osad.
Już w 1233 wymieniana jest leżąca w tym miejscu osada o nazwie Stare Cło (Antiquum Theoloneum) lub Długie Pole. Była ona prawdopodobnie położona na prawym brzegu Białego Dunajca, na wschód od obecnego centrum miasta. Osada została założona przez cystersów ze Szczyrzyca, lokowana na prawie niemieckim (magdeburskim) w drugiej połowie XIII wieku, miała komorę celną przy szlaku handlowym ze Śląska na Węgry, którym wywożono sól i ołów, a sprowadzano wino. Jeszcze w 1338 znajdował się tam oddzielny kościół św. Leonarda, a sołtysem w tym czasie był człowiek o imieniu Günter. Według źródeł historycznych z XVII wieku osada Nowy Targ (Novum Forum) została zniszczona przez Tatarów w 1287. Pierwsza wzmianka o istnieniu parafii, a zarazem Nowego Targu (lokowanego na prawie niemieckim) pochodzi z 1326. Po dojściu do władzy Kazimierz Wielki przejął własności cystersów. W ten sposób Nowy Targ, jak i całe Podhale, stał się w 1335 własnością królewską i tak zostało aż do rozbiorów. W 1337 zadecydowano o przeniesieniu miasta, w 1346 połączono go z leżącą niedaleko osadą Stare Cło, a Kazimierz Wielki nadał powtórny przywilej lokacyjny (22 czerwca). W ten sposób powstało nowe miasto z rynkiem i kościołem parafialnym (św. Katarzyny).
Miasto zostało lokowane między Białym i Czarnym Dunajcem na 150 łanach frankońskich, które wcześniej należały do miejscowości Nowy Targ i Stare Cło. Zasadźcą był Dytrych, syn Dytrycha Szyi. Król mianował go wójtem dziedzicznym, ...pozwalając mu stawiać sukiennice, zakładać szynki, wagi sukiennicze i szewieckie, jatki rzeźnicze, łaźnię, rzeźnicę, młyny po obu stronach rzek, wreszcie za pozwoleniem królewskiém sprzedać także wójtostwo.
Parafię w Starym Cle w 1350 przyłączono do parafii nowotarskiej, a od 1354 wymieniane są jako połączone.

### Przywileje królewskie
Miasto, jako ważny ośrodek handlowy znajdujący się blisko granicy z Węgrami, otrzymywało od królów polskich wiele przywilejów. Dzięki temu mógł rozwijać się handel i rzemiosło. Król Kazimierz Wielki zwolnił nowotarżan od płacenia cła krakowskiego, a także pozwolił na organizowanie corocznego jarmarku na 25 XI (św. Katarzyny), który trwał osiem dni. W 1487 Kazimierz IV Jagiellończyk potwierdził dotychczasowe prawa miasta, nadał mu prawo magdeburskie i usunął ciężary prawa polskiego, a także ustanowił drugi jarmark 25 lipca (św. Jakuba) oraz nadał przywilej organizowania czwartkowego targu, który odbywa się do dzisiaj. W 1494 Jan I Olbracht potwierdził prawa i przywileje miasta. W 1521 Zygmunt I Stary pozwolił wójtowi pobierać myto na drodze prowadzącej na Węgry przez Orawę w wysokości 1 grosza polskiego od wozu i 1 denara od konia, w zamian za naprawianie dróg i mostów. Od 1533 obcy kupcy nie mogli omijać miasta. Zwolniono wójta od świadczeń dla wojska. Zygmunt Stary pozwolił spółce, w której członkiem był Jan Burian z Nowego Targu, na poszukiwanie metali w Karpatach i na Spiszu, a w 1588 podobny przywilej nadał Zygmunt III Waza. Wcześniej, w 1576 Stefan Batory potwierdził statut cechu rękodzielników. Od 1593 miasto miało prawo składu soli, ołowiu i śledzi, a od 1603 też wina.
W 1613 r. Zygmunt III Waza potwierdził statut cechu zbiorowego Nowego Targu. Tenże król 20 maja 1619 r. z powodu odkrycia w starostwie nowotarskiém miedzi, srebra i innych kruszców w znacznéj obfitości, osobnemu towarzystwu, do którego należeli Tomasz Oborski, sufragan, Stanisław Skarszewski, scholastyk krakowski, Stanisław Witkowski, wielkorządca zamku krakowskiego, Piotr Koniecki, Jan Vizemberger, Krzysztof Słowikowski, syndykowie krakowscy, i inni, nadał wyłączne prawo dobywania kruszców w starostwie nowotarskiém i czorsztyńskiém, bez uszkodzenia atoli pól i łąk włościańskich, zakładania hut i kuźnic, budowania domów dla górników, którym te same, co w kopalniach olkuskich i innych służyć mają prawa i wolności, dozwalając oraz wolnego wyrębu w lasach i w miejscach wskazanych przez starostów. Roku 1647 Władysław IV pozwolił każdemu poszukiwanie kruszców w nowych i dawnych górach.
Król Jan II Kazimierz Waza wprowadził trzeci jarmark w Niedzielę Białą (pierwsza niedziela po Wielkanocy). W 1680 r. król Jan III Sobieski ustanowił ponownie w Nowym Targu składy soli, ołowiu, glejty ołowiowej (używanej do produkcji szkła) i innych towarów. Ostatni przywilej, pozwalający na organizowanie 12 jarmarków w roku, nadał król Stanisław August Poniatowski w 1772, gdy miasto było już pod obcą administracją.

### OkresRzeczypospolitej szlacheckiej

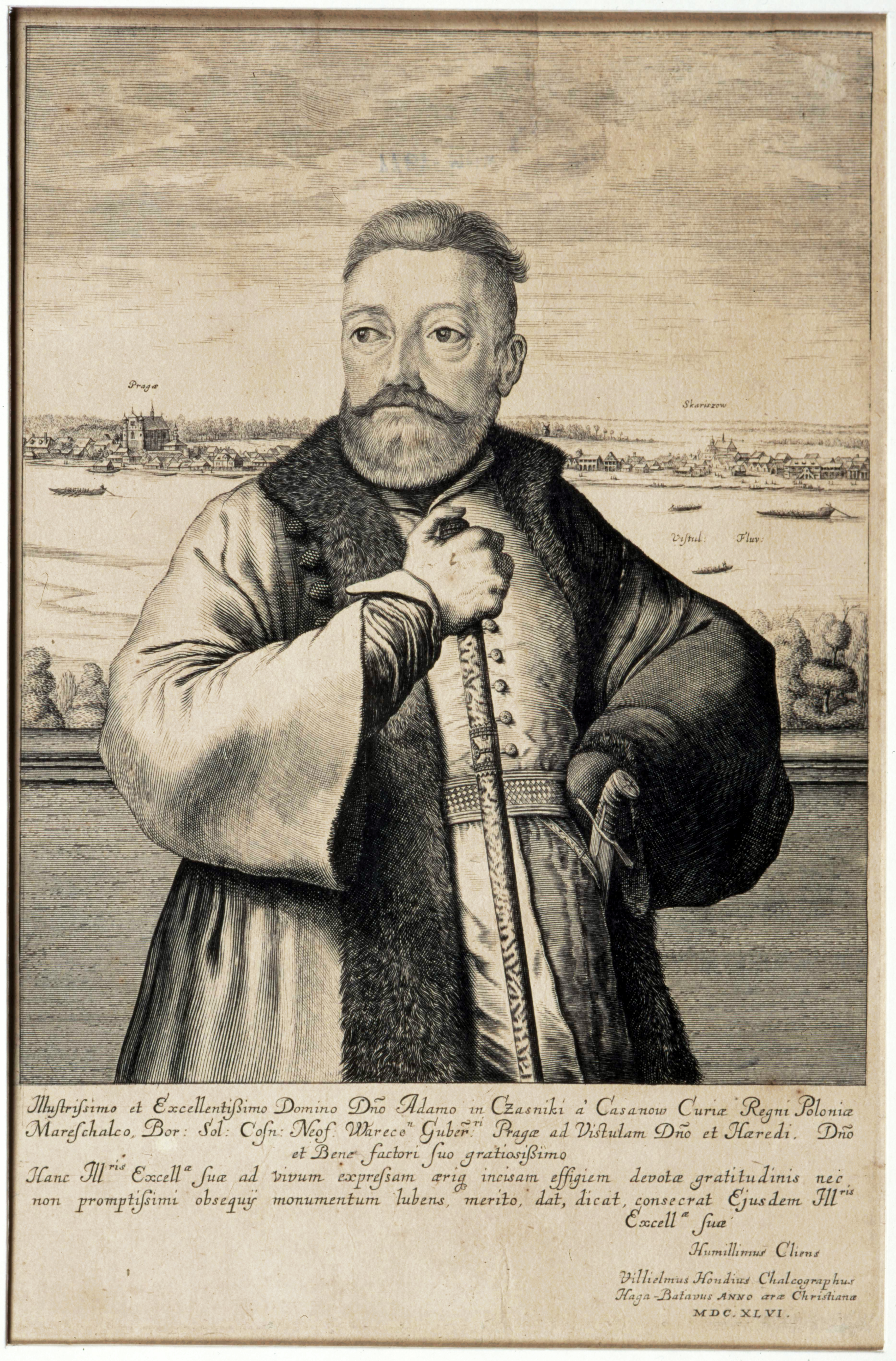
Starosta Adam Kazanowski

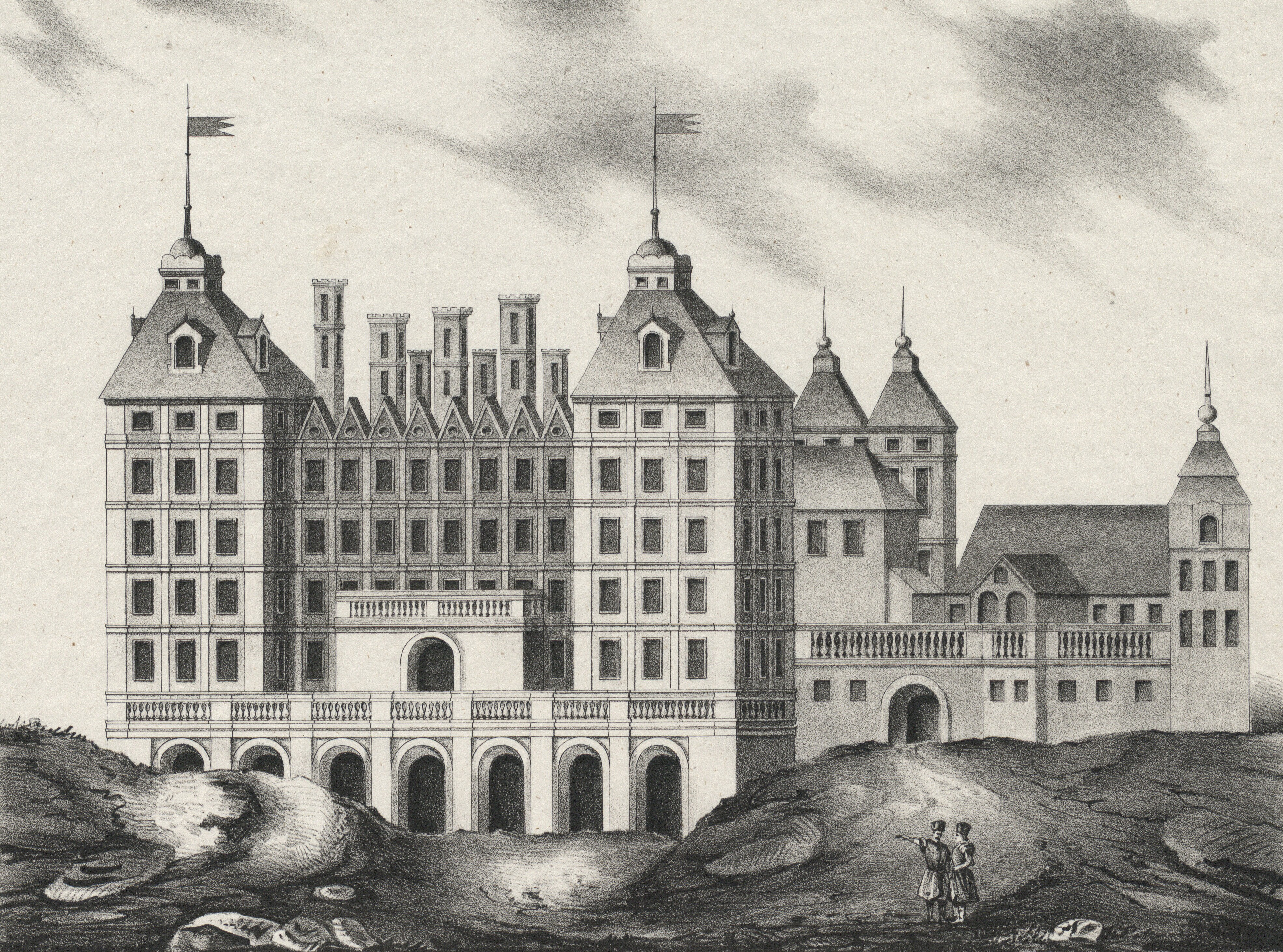
Pałac Kazanowskich w Warszawie został sfinansowany w dużej mierze z podatków płaconych przez nowotarskich mieszczan

Pierwszymi wójtami Nowego Targu byli potomkowie zasadźcy Dytrycha. W 1424 wójt Mikołaj sprzedał wójtostwo staroście nowotarskiemu Ratułdowi. On i jego potomkowie łamali prawa chłopów, wciąż powiększali pańszczyznę, wprowadzali nowe daniny i robocizny i z tego powodu toczył się ciągły spór między mieszkańcami a kolejnymi starostami. Podobnie było też później za starostów Pieniążków, Komorowskich i Kazanowskich. W tym czasie, w 1448 powstał dekanat w Nowym Targu. Prawdopodobnie pod koniec XV w. postawiono kościół św. Anny. Na przełomie XV i XVI wieku miasto liczyło ok. 500 mieszkańców, w ciągu roku organizowano 7 jarmarków. Starostwo objęli członkowie rodziny Pieniążków, którzy zakładali nowe wsie i ostatecznie wykupili urząd wójta w 1525, łącząc go z urzędem starosty. W 1586 powstała w Nowym Targu komora celna w miejsce dawnej podkomory, podległej komorze w Myślenicach. W XVI wieku miasto liczyło ok. 800 mieszkańców. Na początku XVII wieku powstało osiedle Gazdy.
W 1616 starostą został Stanisław Witowski. W 1624 powstał w mieście pierwszy cech kuśnierski, a urząd starosty objął Mikołaj Komorowski. Zabiegał o maksymalne zwiększenie dochodów z dzierżaw starostwa, co było przyczyną wielkiego niezadowolenia mieszczan i chłopów. Słali oni ciągle skargi na starostę, który jednak nic sobie nie robił z wyroków sądowych. Trwało to aż do jego śmierci w 1633 roku. Następcą Komorowskiego został Tomasz Zamoyski, syn hetmana Jana Zamoyskiego. Następnie starostą był Adam Kazanowski, który usuwając sołtysów zwiększał liczbę folwarków. Przeciwko jego praktykom występowali górale nowotarscy. Później przez rok starostą był książę Jeremi Wiśniowiecki. Wówczas wydarzył się bunt Kostki Napierskiego, który był stronnikiem Chmielnickiego. 16 czerwca 1651 wyprowadził on chłopów z Nowego Targu i zaatakował zamek w Czorsztynie. Został schwytany i zginął wbity na pal. W 1655 nowotarżanie wzięli udział w antyszwedzkim powstaniu pod wodzą Gabriela Woyniłłowicza. W latach 1650–1666 starostami byli Adam Kisiel, Jan Wielopolski, Władysław Łukowski, Michał Ossoliński i Stanisław Witowski. Następnie urząd ten przejęli Wielopolscy. Starościna Maria Wielopolska obniżyła robociznę chłopom i dała im przywilej propinacyjny. W 1669 miasto zostało zajęte przez okolicznych chłopów zbuntowanych z powodu nadużyć, jakich dopuszczali się stacjonujący na zimę w mieście żołnierze chorągwi pancernej Jana Wielopolskiego. Buntownicy założyli samodzielny twór terytorialny zwany przez historyków „Rzecząpospolitą Podhalańską”. Został on zlikwidowany dopiero w maju 1670, kiedy to buntownicy zostali pokonani pod Nowym Targiem przez ekspedycyjny, 1000-osobowy regiment wojsk cudzoziemskiego autoramentu. Później starostwo trafiło w ręce rodziny Wiśniowieckich i Radziwiłłów. Anna Radziwiłłowa wprowadziła na Podhalu gospodarkę czynszową. Na przełomie XVII i XVIII wieku powstało osiedle Oleksowa (dziś Oleksówki). Wcześniej wypalany tam był węgiel drzewny. Około lat 50. XVIII wieku miasto liczyło ok. 1000 mieszkańców, a w 1765 r. miało 160 domów. W 1759 jezuici założyli w mieście misję. W 1766 Franciszek Rychter został ostatnim starostą nowotarskim.

### Klęski dotykające miasto
Wraz ze schyłkiem Rzeczypospolitej szlacheckiej w XVII i XVIII wieku następował powolny upadek Nowego Targu. Przyczyniały się do tego liczne nieszczęścia spadające na miasto. Pierwszy wielki pożar zdarzył się w 1601, niszcząc stare akta miejskie i większość budynków, w tym kościół parafialny, szpital, ratusz i dwór. Na początku 1656 r. do Nowego Targu dotarli Szwedzi, wyparci z Sącza. Miasto złupili i spalili farę, a wielu mieszkańców wymordowali. W 1664 r. Nowy Targ liczył tylko 64 domy. Kolejne pożary zdarzały się w latach 1673, 1696, 1710 i 1719, za każdym razem niszcząc co najmniej połowę zabudowań, z czego ten ostatni ponownie zniszczył kościół. W roku 1710 w Nowym Targu wybuchła epidemia dżumy, w roku 1740 miasto złupiła drużyna zbójnicka Jakuba Surovca, natomiast w czasie konfederacji barskiej Rosjanie. Ostatni wielki pożar zdarzył się w 1784 i zniszczył ponad 380 budynków, kościół i dwór. W 2. połowie XVIII wieku miasto zaczęło podnosić się ze zniszczeń. W 1761 rozpoczęto renowację kościoła, a w 1767 wybudowano drewniany ratusz, istniejący do 2. połowy XIX wieku. Miał dwa piętra, a w jego podziemiach znajdowało się więzienie i skład wina.

### Czas rozbiorów

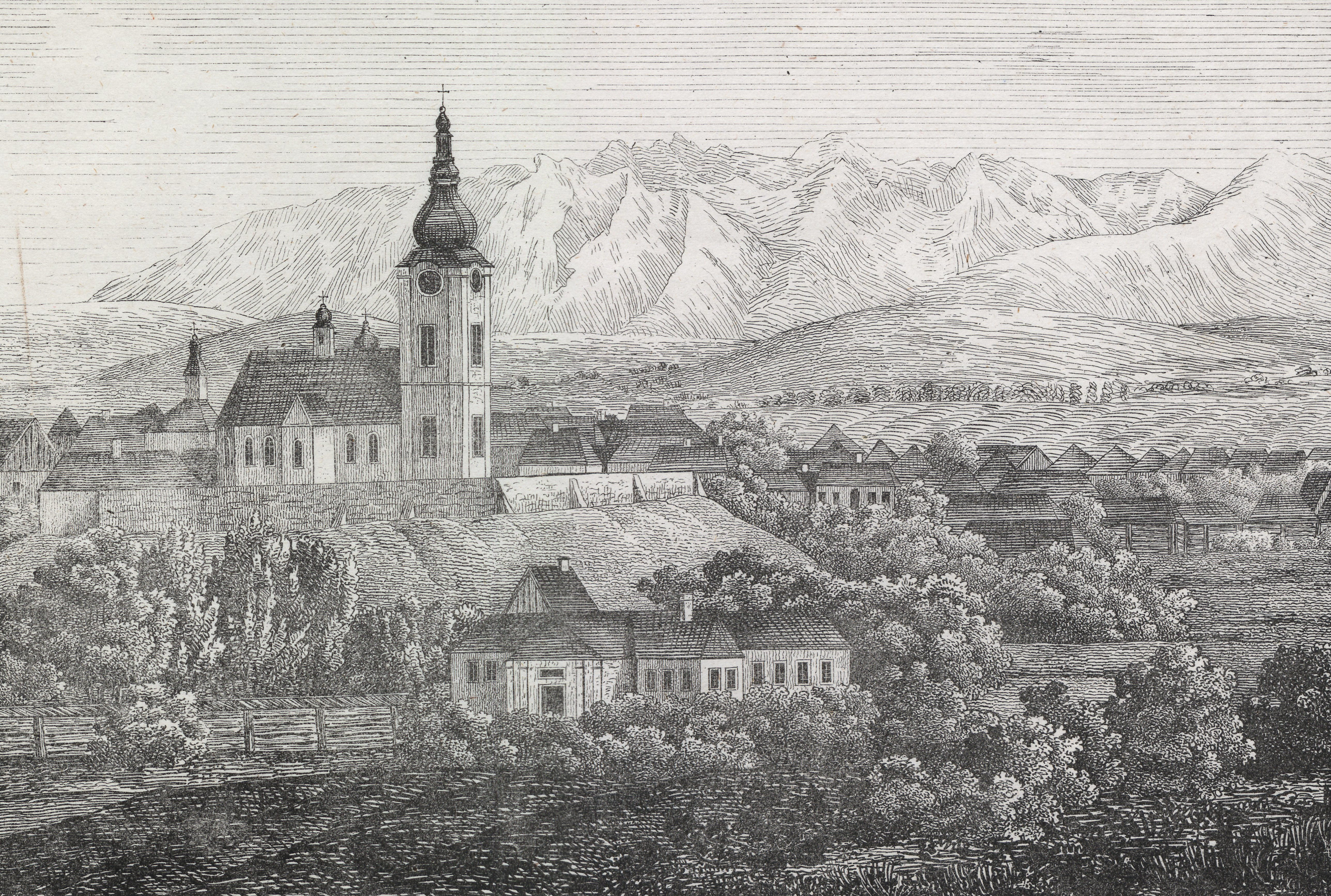
Nowy Targ (po 1838)

Już w 1769 zastawione tereny Spisza administrowane przez Rzeczpospolitą zostały zwrócone przez Austrię Węgrom, rzekomo w celu utworzenia kordonu sanitarnego dla panującej wówczas w Polsce zarazy. Rok później również ziemia nowotarska znalazła się poza granicami Polski, na dwa lata przed I rozbiorem Polski. Wtedy tereny te zostały połączone z Galicją i trafiły pod administrację austriacką. Starostwo trafiło pod zarząd austriackiego prefekta, a jego majątek został skonfiskowany przez państwo (sprywatyzowano go później w 1819). Chociaż władze austriackie zachowały przywileje Nowego Targu, miasto musiało opłacać świadczenia dla państwa i dostarczać rekrutów do armii. Po pożarze w 1784 starosta sądecki Austriak Tischirsch von Siegstetten zainicjował przebudowę miasta. Nadał miastu nowy plan siatki ulic, nie pokrywający się z dawnym układem budynków. Został wtedy powiększony rynek. W 1790 wyprowadzono cmentarz z centrum miasta, zgodnie z polityką józefinizmu. W pierwszej połowie XIX w. Nowy Targ i Podhale nawiedziła kolejna seria klęsk żywiołowych. W 1819 powstały odrębne władze miejskie, jednocześnie jednak miasto pozbawiono zarządu nad większymi majątkami ziemskimi. Zmieniło się to dopiero w 1854, kiedy to w Nowym Targu powstało starostwo. W 1840 miasto osiągnęło liczbę 2 tys. mieszkańców. W 1847 zakończył się trwający od połowy XVIII wieku konflikt z Waksmundem o tereny na wschód od potoków: Kowańca i Białego Dunajca. Nowotarżanie wygrali, ponieważ waksmundzianie przedstawili sądowi sfałszowany akt lokacyjny swojej wsi. Po Wiośnie Ludów zniesiono pańszczyznę, a gdy Galicji przyznawano autonomię w 1867 powstał powiat z siedzibą w Nowym Targu oraz sąd. W 1872 miasto kupiło jaz na Czarnym Dunajcu, dzięki czemu możliwe było zbudowanie młyna, tartaku, browaru i elektrowni. Istniały także liczne młyny i folusze nad potokiem Kowaniec. Choć już w 1842 wybudowano szkołę ludową, to w 1880 ponad ½ mieszkańców nie umiała pisać i czytać. Od tego roku na terenie dzisiejszego lotniska znajdował się poligon cesarsko-królewskiej artylerii z twierdz w Krakowie i Przemyślu. W 1881 w mieście zaczęła działać straż ogniowa. Po 1884 powstał nowy murowany ratusz, o kształcie takim jak obecnie. W 2. połowie XIX wieku miasto liczyło ok. 5 tys. mieszkańców. Od 1892 działało w Nowym Targu Towarzystwo Gimnastyczne „Sokół”, a w 1908 oddano do użytku budynek sokolni. Mieściło się tam m.in. kino. W 1897 przy dzisiejszym placu Słowackiego wybudowano nową szkołę powszechną, a w 1912 zburzono starą celem poszerzenia placu. W 1899 oddano do użytku linię kolejową Chabówka – Zakopane. Po 30 latach starań, w 1904 utworzono (pierwsze na Podhalu) gimnazjum o profilu humanistycznym, a w 1912 wybudowano bursę gimnazjalną dla uczniów spoza miasta. W 1911 powstał w Nowym Targu Związek Podhalan z prezesem Władysławem Orkanem, a od 1913 ukazywała się „Gazeta Podhalańska”. W roku tym dzięki członkom „Sokoła” utworzono Związek Drużyn Podhalańskich, które weszły później w skład II Brygady Legionów. W 1914 oddano do użytku szpital, a miasto osiągnęło liczbę ponad 9 tys. mieszkańców.

### I wojna światowa i dwudziestolecie międzywojenne

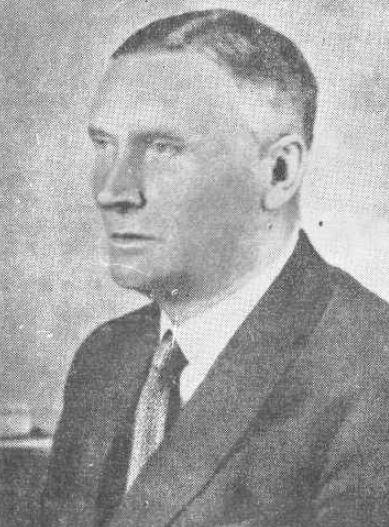
Andrzej Galica

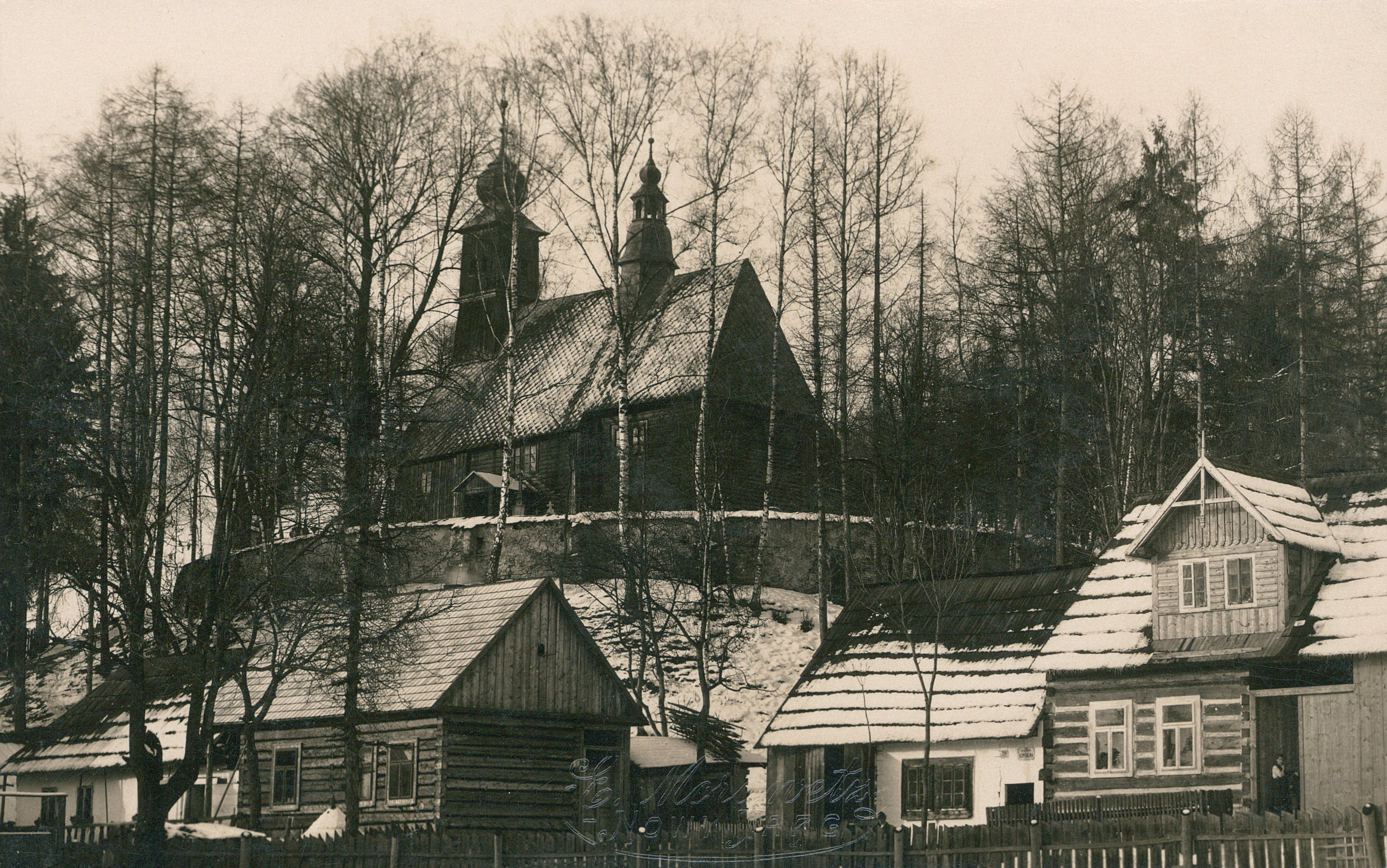
Kościół świętej Anny przed 1939

W czasie I wojny światowej u boku Austriaków walczyły drużyny strzeleckie Piłsudskiego, w tym drużyny podhalańskie pod wodzą Andrzeja Galicy. W gimnazjum nowotarskim zorganizowano szpital Czerwonego Krzyża. Po wybuchu wojny w więzieniu austriackim (obecnie Młodzieżowy Dom Kultury) przetrzymywany był przez krótki czas Włodzimierz Iljicz Lenin. Pod koniec 1914 Rosjanie zostali pokonani w bitwie pod Limanową, a w maju 1915 pod Gorlicami i zaczęli wycofywać się na wschód. W 1918 państwa centralne zostały pokonane na froncie zachodnim i w nocy z 31 października na 1 listopada Nowy Targ opanowały wojska polskie. Mieszkańcy miasta brali udział w walki o granice nowo powstałej Polski, wśród nich było 40 uczniów gimnazjum.
W 1920 w Nowym Targu powstało Koło „Gorce” Polskiego Towarzystwa Tatrzańskiego. W mieście działały także Stronnictwo Demokratyczno-Narodowe i Polskie Stronnictwo Ludowe „Piast”. W latach 1921–1931 działało żeńskie Seminarium Nauczycielskie. W 1924 wybudowano pierwsze schronisko na Turbaczu (które spłonęło w 1933), a w 1925 utworzono rezerwat „Na Czerwonem” (później „Bór na Czerwonem”). Rok później wybudowano szkołę powszechną na Kowańcu. W 1927 powstał tartak, a w 1930 cegielnia i lotnisko nowotarskie. W tym samym roku poświęcono plac pod budowę nowego kościoła. W 1932 powstał klub sportowy Podhale Nowy Targ i budynek Komunalnej Kasy Oszczędności (dziś Urząd Miasta). W trakcie jego budowy odkryto kilka monet rzymskich z IV wieku. Miały one znaleźć się w zbiorach gimnazjum, a w czasie wojny zaginąć. W 1934 odsłonięto w Rynku pomnik Orkana, a w 1935 powstała Wysokogórska Szkoła Rolnicza w Kokoszkowie.

### II wojna światowa

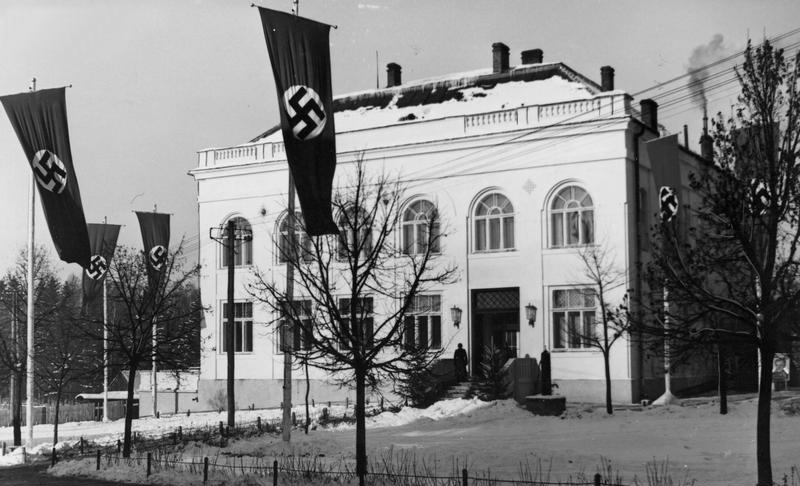
Budynek Polskiego Towarzystwa Gimnastycznego, podczas okupacji Dom Niemiecki

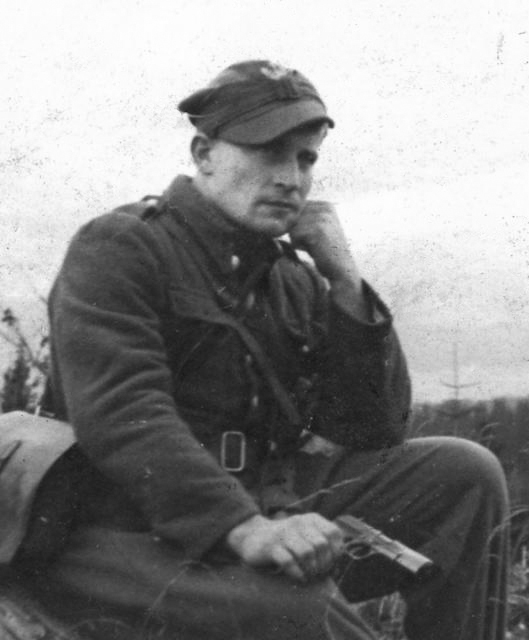
Józef Kuraś „Ogień”

1 września 1939 około godziny 16:30 Nowy Targ zostały zajęty bez walki przez Niemców. W czasie okupacji Podhale stało się punktem przerzutu na Węgry ludzi będących w konflikcie z nową władzą i odcinkiem na trasie kurierów utrzymujących łączność rządu emigracyjnego w Londynie z polskim państwem podziemnym. Niemcy rozpoczęli wśród górali akcję germanizacyjną pod nazwą Goralenvolku. Miał być to tzw. naród góralski, który był różny od Polaków i pochodził tak jak Niemcy od Gotów. Na czele górali, którzy przyjęli kenkarty z literą „G” stanął Komitet Góralski (Goralisches Komitee) z prezesem Wacławem Krzeptowskim, mający siedzibę w Zakopanem. Jednak nie wszyscy górale poszli na współpracę z hitlerowcami i w 1941 Nowy Targ stał się siedzibą konspiracyjnej Konfederacji Tatrzańskiej na czele z Augustynem Suskim, mającą na celu walkę z Goralenvolkiem. Wydawała ona podziemne pisma „Na placówce”, „Wiadomości Polskie” i „Der freie Deutsche” (w języku niemieckim). Organizacja została rozbita w 1942, a jej członkowie wraz z przywódcą zostali aresztowani i zamordowani lub wywiezieni do Auschwitz. Części członków udało się jednak uciec do lasu, był wśród nich Józef Kuraś „Ogień”. Na terenie więzienia nowotarskiego Niemcy wykonywali egzekucje. W latach 1941–1942 w mieście istniało getto żydowskie.
29 stycznia 1945 miasto zostało zdobyte przez oddziały 1 Armii Gwardii 4 Frontu Ukraińskiego Armii Czerwonej, które wkroczyły do Nowego Targu od strony Kowańca, przeprowadzone przez Gorce przez oddział „Ognia”. W czasie walk o miasto zginęło 237 żołnierzy radzieckich (pochowanych na cmentarzu komunalnym). Ku ich czci w 1945 wzniesiono na placu Słowackiego pomnik. W czasie II wojny światowej zginęło 130 nowotarżan narodowości polskiej i prawie cała ludność żydowska miasta.

### Mniejszości etniczne
Pierwsi Żydzi pojawili się w Nowym Targu w czasie jego lokacji w 1346. Starosta Adam Kazanowski zasłynął jako pierwszy, który zaczął sprowadzać ich na Podhale. Społeczność żydowska dynamicznie się rozwijała, w 2. połowie XIX wieku w Nowym Targu mieszkało ok. 400 Żydów (7% ogółu ludności miasta), a u progu I wojny światowej ponad 1300 (15%). Przed I wojną pobieranie myta za przejazd przez mosty na Czarnym i Białym Dunajcu było zajęciem Żydów, m.in. Szai Ajzensztoka, opisanego przez Jana Kasprowicza. W okresie międzywojennym prawie wszystkie kamienice w Rynku i większość sklepów znajdowały się w rękach żydowskich, byli oni właścicielami ok. 30% podmiotów gospodarczych. W czasie okupacji Żydzi zostali skierowani do obozu pracy na Borze w Nowym Targu. Później Niemcy utworzyli w maju 1941 getto żydowskie w okolicach ul. Krasińskiego, w którym zgromadzono ok. 2500 ludzi. Zostało ono zlikwidowane 30 sierpnia 1942. Część Żydów wysłano do obozu koncentracyjnego w Bełżcu, a resztę rozstrzelano na miejscu na cmentarzu żydowskim. Dokonano egzekucji od 400 do 2000 osób, pochowanych później w masowym grobie. Jedynym Żydem, któremu udało się uciec z rozstrzeliwania był Dawid Grasgrin, przed wojną handlarz dorożkami i końmi. Ukrył się w miejscowości Czerwony Klasztor na Słowacji, a po wojnie powrócił do Nowego Targu. Został przewodniczącym Gminy Żydowskiej i rozpoczął starania o zwrot synagogi, która w okresie PRL-u zamieniona została na kino. W swoim domu przyjmował Żydów będących w drodze do Palestyny i powracających na Podhale po wojnie, gdyż ich własne domy zostały już zajęte. Został zastrzelony w swoim mieszkaniu 10 lutego 1946 przez „Ognia” (Józef Kuraś), członkowie oddziału „Ognia” ukradli mu 7500 złotych, konia i wóz.
Obecnie istnieje Ziomkostwo Żydów Podhalańskich w Izraelu, które w 1990 ufundowało na kirkucie pomnik. W mieście istnieje także duża społeczność cygańska, należąca do Bergitka Roma. Pierwotnie mieszkali w Kotlarce nad Robowem, w dzielnicy Kowaniec, gdzie zajmowali się robieniem kotłów. W czasie Polski Ludowej zostali przeniesieni na osiedle Topolowe, gdzie mieszkają do dzisiaj.

### Okres powojenny
Po wojnie władzę w mieście objęli komuniści. Na czele Powiatowego Urzędu Bezpieczeństwa Publicznego miał stanąć Józef Kuraś ps. „Ogień”, który miał zastąpić dotychczasowego szefa, Stanisława Strzałkę. Kuraś został wezwany do krakowskiego WUBP, lecz zawrócił z drogi i podjął decyzję o powrocie „do lasu”, w związku z rozkazem jego aresztowania przez komunistów. W 1949 w dawnym więzieniu, w którym przez kilka dni przebywał Lenin, urządzono poświęcone temu wydarzeniu muzeum. Na placu Słowackiego postawiono pomnik żołnierzy radzieckich, dwukrotnie wysadzany tuż po wojnie przez antykomunistycznych partyzantów.
W 1951 ukończono w stanie surowym budowę nowego kościoła, przerwaną w czasie okupacji, który w 1962 został konsekrowany.
W październiku 1953 podjęta została uchwała Prezydium Rady Ministrów PRL o budowie w mieście kombinatu obuwniczego, który miał zapewnić zatrudnienie ludności rejonu. Budowa rozpoczęła się w styczniu 1954, a w 1955 Nowotarskie Zakłady Przemysłu Skórzanego „Podhale” rozpoczęły produkcję. Ich pierwszym wieloletnim dyrektorem był T. Jelonek. Zakłady w czasach swojej świetności zatrudniały ponad 10 tysięcy ludzi. Specjalnie dla zakładu wybudowano stację kolejową Nowy Targ Fabryczny oraz osiedle mieszkaniowe „Bór”.
Pod koniec lat 50. powstały pierwsze osiedla mieszkaniowe: Świerczewskiego (obecnie Topolowe), Zawadzkiego (obecnie Suskiego). W 1961 otwarto halę lodową, a już pięć lat później Podhale Nowy Targ po raz pierwszy zdobyło tytuł mistrza Polski. W latach 70. zbudowano przelotowe Aleję Tysiąclecia i Zakopiankę. W 1974 otwarto Powiatowy Dom Kultury, który trzy lata później otrzymał status Miejskiego Ośrodka Kultury. W 1979 na lotnisku nowotarskim mszę świętą odprawił papież Jan Paweł II. W tym samym roku rozpoczęto budowę nowego szpitala, która zakończyła się dopiero w 2008. W 1985 rozpoczęto budowę hotelu „Skalny”, jednego z najwyższych budynków w mieście. Hotel został otwarty w 2016 i od 2019 działa pod inną marką. Utworzono prewentorium kolejowe im. Tadeusza Boya-Żeleńskiego na Kowańcu.
Po 1989 w dawnym „Domu Partii” umieszczono Urząd Rejonowy, a później starostwo. W 1994 utworzono Euroregion Tatry z siedzibą po polskiej stronie w Nowym Targu.

### Kalendarium
- 1326 – Wiadomość o istnieniu osady Novum Forum, posiadającej kościół parafialny.
- 1346 – Kazimierz III Wielki wydał przywilej ponownej lokacji miasta Nowego Targu (22 czerwca).
- 1487 – Kazimierz Jagiellończyk nadał miastu prawo do drugiego jarmarku w roku i targu tygodniowego w czwartki.
- 1525 – Zygmunt I zezwolił spółce górniczej, z udziałem Jana Buriana z Nowego Targu, na poszukiwanie metali w Karpatach.
- 1533 – Nowy Targ otrzymał przywilej zabraniający obcym kupcom omijać miasto.
- 1601 – Wielki pożar (spłonęły m.in. kościół parafialny i stare akta miejskie).
- 1656 – Zniszczenie miasta i wymordowanie znacznej części jego mieszkańców przez Szwedów.
- 1710 – Podczas pożaru Miasta spłonęło 41 domów i kościół parafialny.
- 1770 – Włączenie dóbr nowotarskich do Austrii.
- 1784 – Wielki pożar strawił większość zabudowy miejskiej, w tym kościół parafialny i dwór starościński. Wytyczenie obecnego planu miasta.
- 1823 – Otwarta została pierwsza apteka w Nowym Targu.
- 1881 – Utworzono ochotniczą straż pożarną.
- 1884 – Powstał gmach sądu powiatowego (założonego w 1867).
- 1886 – Zakończono budowę ratusza.
- 1898 – Wybudowano elektrownię miejską.
- 1899
  - Oddano do użytku linię kolejową Chabówka-Zakopane.
  - Miasto posiadało światło elektryczne (wcześniej niż Kraków).
- 1904 – Działalność rozpoczęło Gimnazjum w Nowym Targu (wrzesień).
- 1911–1912 – W Nowym Targu otwarto kino.
- 1925 – Utworzono rezerwat „Na Czerwonem” (później „Bór na Czerwonem”).
- 1930 – Powstało lotnisko.
- 1932 – Powstał Klub Sportowy Podhale Nowy Targ.
- 1933 – Miasto odwiedził prezydent Polski Ignacy Mościcki.
- 1934 – I Międzynarodowy Wyścig Górski na Dunajcu.
- 1939 – 1 września około godz. 16.30 wojska niemieckie zajęły miasto.
- 1941 – Utworzono Konfederacje Tatrzańską z siedzibą w Nowym Targu.
- 1942 – Zlikwidowano getto nowotarskie (30 sierpnia).
- 1945 – Armia Czerwona wyparła wojska niemieckie (29 stycznia).
- 1955 – Powstanie Nowotarskich Zakładów Przemysłu Skórzanego.
- 1966 – Podhale Nowy Targ po raz pierwszy zdobyło mistrzostwo Polski w hokeju na lodzie.
- 1979 – W czasie pierwszej pielgrzymki do Polski w Nowym Targu przebywał papież Jana Pawła II (8 czerwca).
- 1994 – Założono Euroregion Tatry z siedzibą w Nowym Targu.
- 2004 – Miasto odwiedził prezydent Słowacji Ivan Gašparovič.
- 2009 – Miasto odwiedził prezydent Polski Lech Kaczyński.
- 2011 – Miasto odwiedził prezydent Polski Bronisław Komorowski[29].
- 2019 – W ramach uroczystości związanych z 100 rocznicą powstania Związku Podhalan miasto odwiedził prezydent Polski Andrzej Duda[30].

## Gospodarka

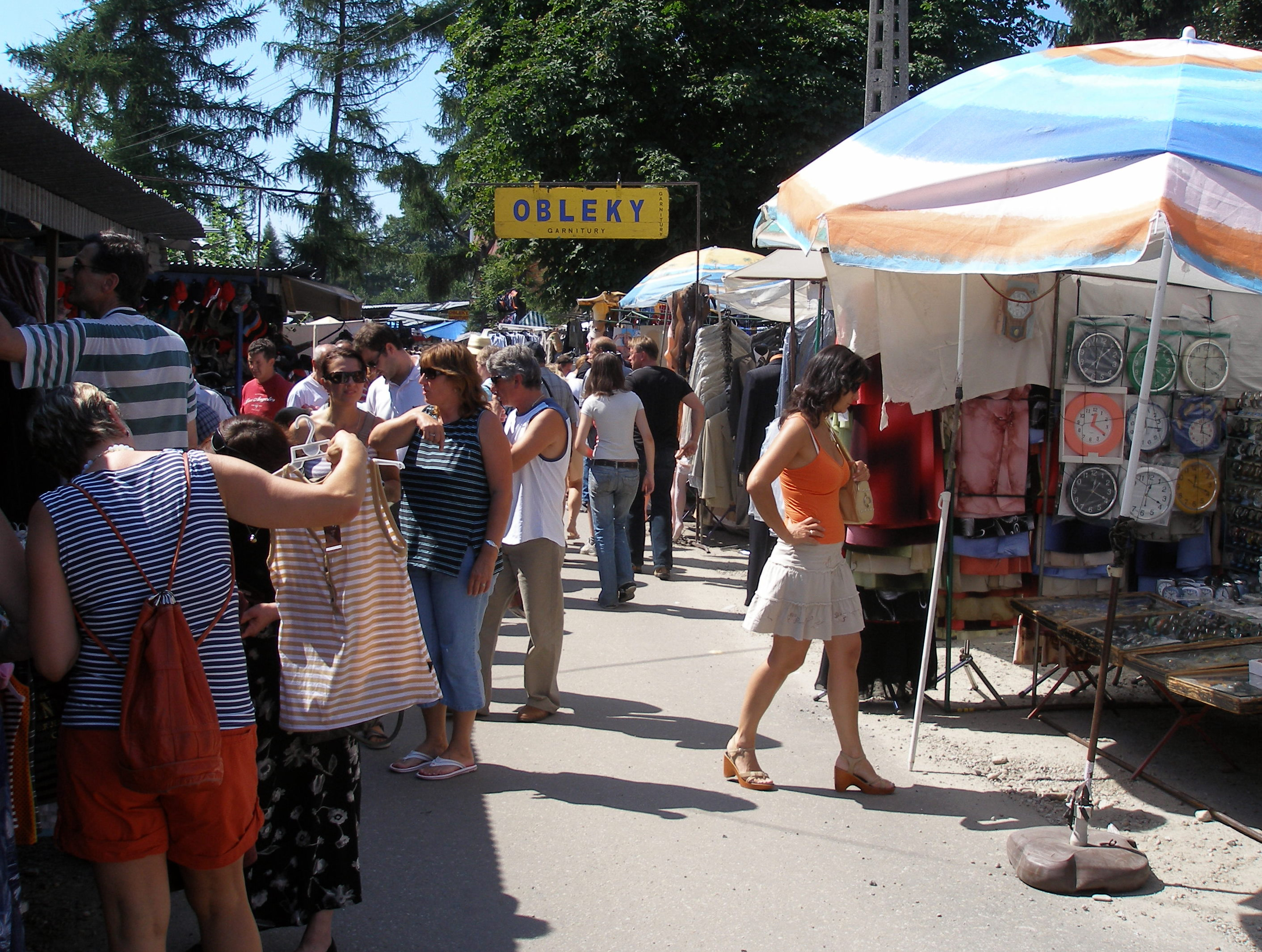
Jarmark w Nowym Targu

Nowy Targ jest centrum handlowym, komunikacyjnym i przemysłowym Podhala oraz południowej części Małopolski. Stanowi również ważny ośrodek handlu ze Słowacją. Miasto od początku swojego istnienia było związane z handlem oraz rzemiosłem. Już w średniowieczu było ważnym punktem na szlaku handlowym ze Śląska na Węgry. Nowy Targ posiadał prawo składowania soli, miedzi, ołowiu oraz wina, a w 1533 wydano przywilej mówiący, że obcy kupcy nie mogą omijać miasta. Nadal funkcjonuje słynny nowotarski jarmark, którego początki sięgają XIII wieku, gdy przywilej organizowania corocznego jarmarku nadał Kazimierz III Wielki. Obecnie jarmarki odbywają się w czwartki oraz soboty na które tłumnie przyjeżdżają turyści chcący kupić wyroby regionalne, kożuchy, a także podhalańskie sery.
W Nowym Targu znajdują się liczne sklepy, supermarkety oraz centra handlowe. Swoje sklepy ma wiele krajowych oraz zagranicznych sieci, m.in. E.Leclerc, Castorama, Carrefour, Jysk. W Nowym Targu jest kilkanaście salonów samochodowych takich jak Volkswagen, Škoda, Land Rover, Renault, Dacia, Audi, Ford Motor Company, Hyundai, Citroën, Peugeot, Fiat, Opel, Chevrolet, Suzuki, Honda i Kia. Siedziby na terenie Nowego Targu ma wiele firm usługowych, obejmujące swoim działaniem południową cześć Małopolski. Jedną z większych ról obok handlu i usług odgrywa przemysł, a w szczególności przemysł skórzany. W czasach PRL W Nowym Targu działały Nowotarskie Zakłady Przemysłu Skórzanego „Podhale”, które zatrudniały ok. 10 tys. osób. Obecnie w byłych zakładach NZPS swoje fabryki mają duże firmy obuwnicze Wojas i Demar oraz wiele mniejszych firm. Na terenie miasta znajduje się także wiele zakładów kuśnierskich produkujących słynne kożuchy i inne wyroby ze skóry.
Poziom bezrobocia w powiecie nowotarskim porównywalny jest do średniej krajowej. W lipcu 2020 r. stopa bezrobocia wyniosła tu 6,5% (wartość wyliczona dla kraju w tym samym okresie to 6,1%). W tym czasie w rejestrze Powiatowego Urzędu Pracy w Nowym Targu znajdowało się 4,5 tys. bezrobotnych.

## Transport
Przez miasto przechodzi łącząca Kraków z Zakopanem droga krajowa nr 47, będąca częścią zakopianki. W Nowym Targu zaczyna się droga krajowa nr 49 prowadząca do przejścia granicznego do Słowacji w Jurgowie. W czerwcu 2010 ruszyła budowa wschodniej obwodnicy miasta, mającą odciążyć ruch w centrum miasta. Najbliższy port lotniczy to port lotniczy Kraków-Balice.

### Transport drogowy
Drogi wojewódzkie:

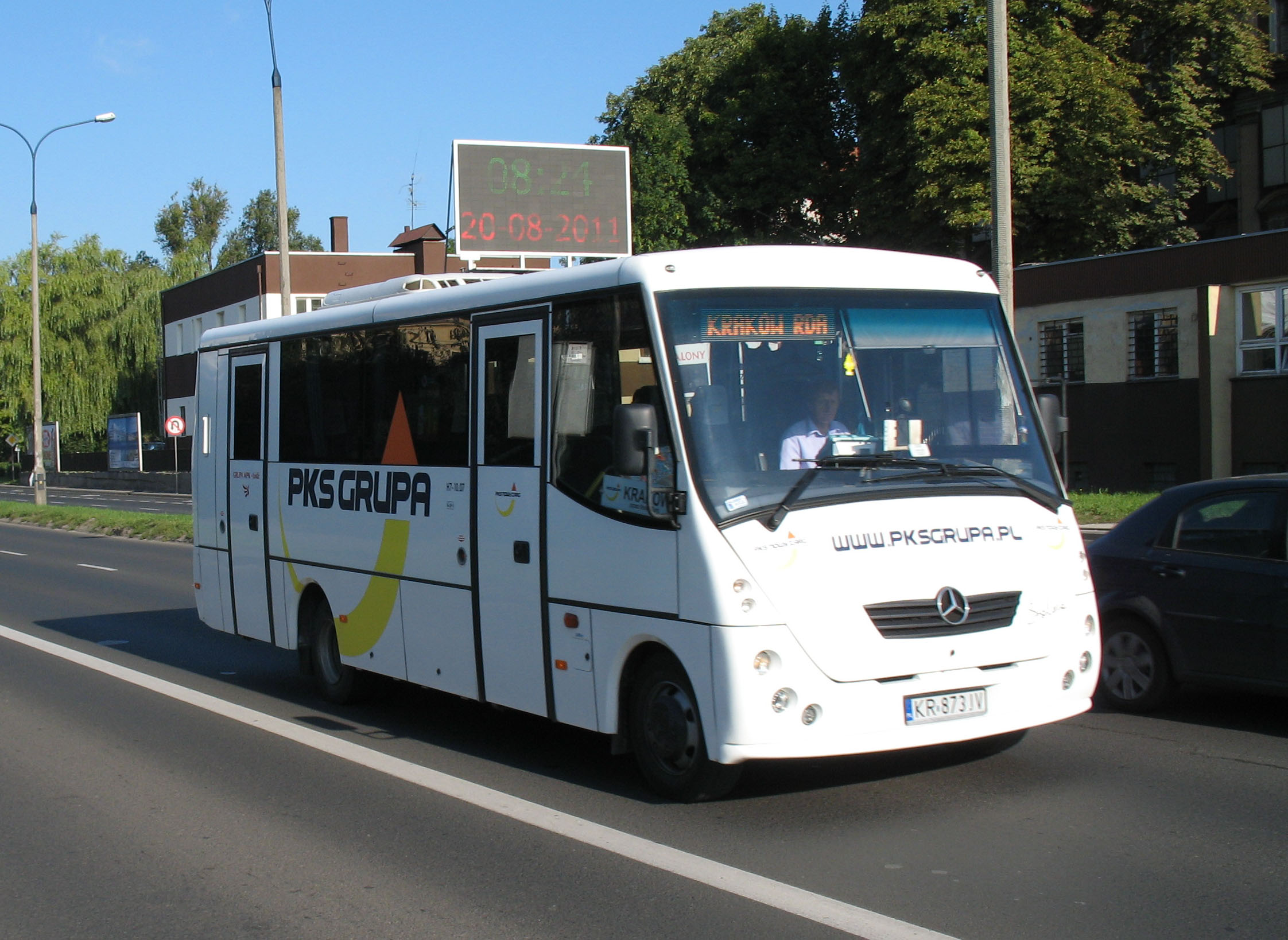
Autobus Autosan Solina należący do PKS Nowy Targ

- droga wojewódzka nr 957 Białka – Jabłonka – Nowy Targ
- droga wojewódzka nr 969 Nowy Targ – Krościenko nad Dunajcem – Stary Sącz

Drogi krajowe:
- 47 Chabówka – Nowy Targ – Zakopane
- 49 Nowy Targ – Białka Tatrzańska – Jurgów

#### Komunikacja miejska

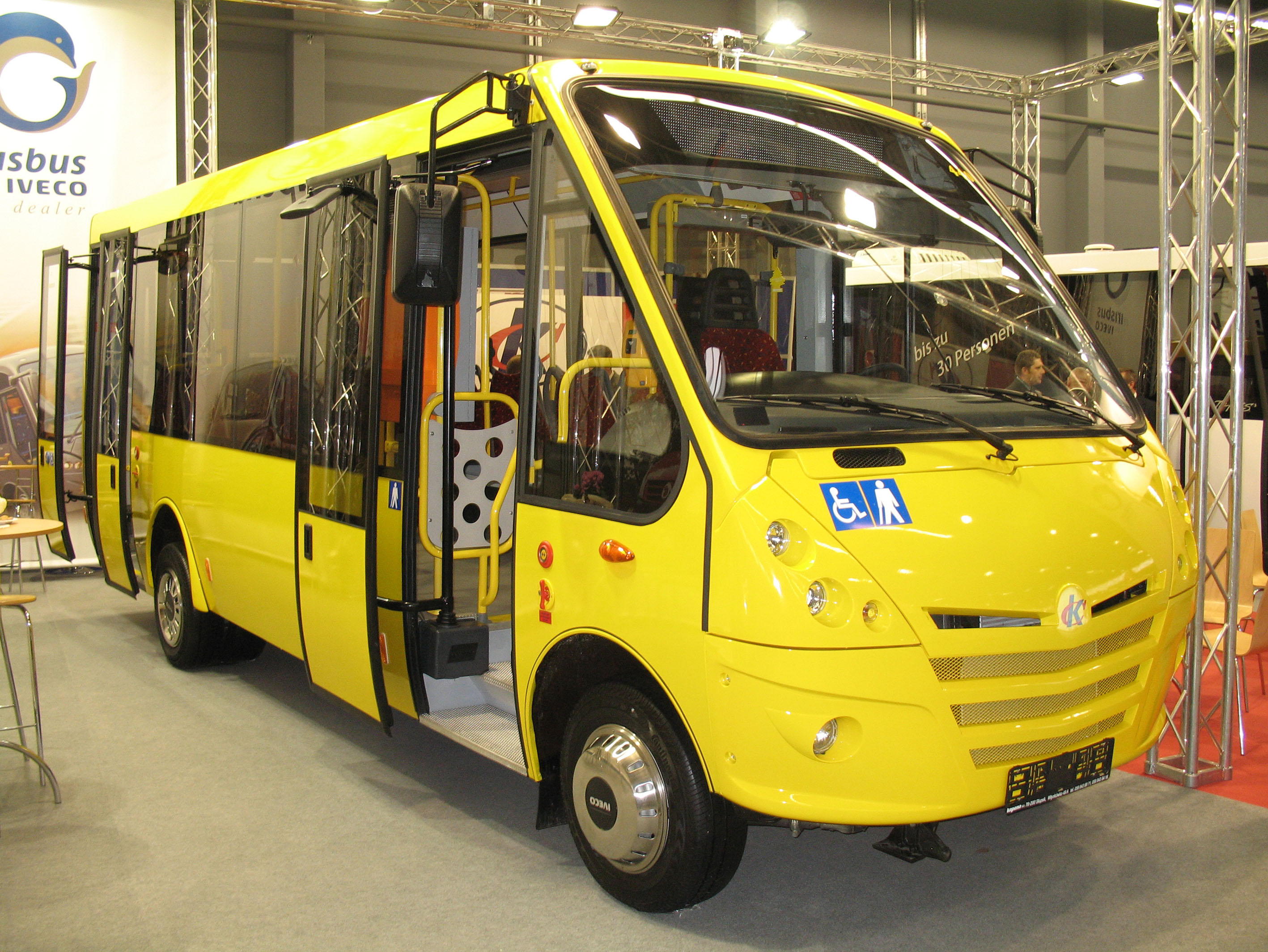
Autobus niskowejściowy Kapena Urby należący do MZK Nowy Targ

Za komunikację miejską w Nowym Targu odpowiada Miejski Zakład Komunikacji. Rocznie z usług miejskiego przewoźnika korzysta ok. 2,5 miliona pasażerów. Obecnie MZK Nowy Targ posiada 14 linii autobusowych, obsługujących miasto, jak i okoliczne miejscowości:
| Linia | Trasa                                                    |
| ----- | -------------------------------------------------------- |
| 0     | Linia okrężna                                            |
| 1     | Zaskale – Bór                                            |
| 2     | Kowaniec – Ludźmierz                                     |
| 3     | ul. Waksmundzka – Obidowa                                |
| 4     | Kowaniec – Szaflary                                      |
| 5     | Łopuszna – ul. Ludźmierska                               |
| 6     | Szpital – C.H. Alma                                      |
| 7     | Kowaniec – Ludźmierz – Pyzówka                           |
| 8     | Kowaniec – Klikuszowa – Pyzówka                          |
| 9     | C.H. Alma – Grel                                         |
| 10    | Szpital – Zaskale                                        |
| 11    | Rynek – Buflak                                           |
| 12    | Wojska Polskiego – Szpital – Kowaniec – Wojska Polskiego |
| 13    | Zajezdnia MZK – os. Niwa Szkoła                          |

Autobusy komunikacji miejskiej w Nowym Targu malowane są na kolor żółty, a w skład taboru wchodzą: Autosan SanCity 9LE (9 sztuk), Solbus Solcity 11M (2 sztuki), Jelcz 120M/3 (1 sztuka), Jelcz 120M (4 sztuki) oraz Autosan H7 (2 sztuki). Ponadto MZK stara się regularnie modernizować i kupować nowe pojazdy.

### Transport kolejowy
Dworce i stacje:
- Nowy Targ (stacja czynna)

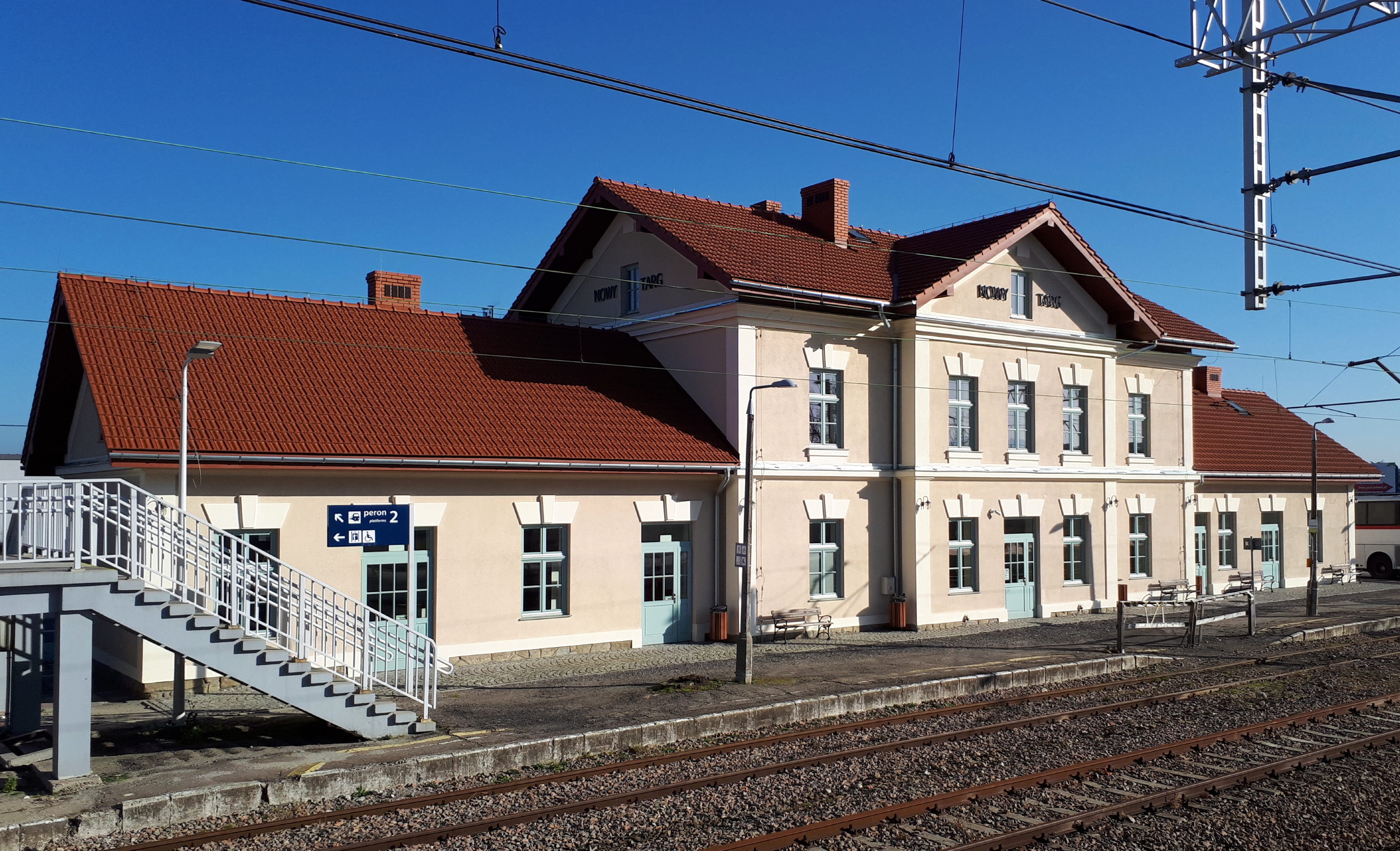
Dworzec kolejowy w Nowym Targu

- Nowy Targ Fabryczny (przystanek zlikwidowany)

Linie:
- Kraków Główny – Sucha Beskidzka – Chabówka – Nowy Targ – Zakopane nr 94/97/98/99
- Nowy Targ – Podczerwone – (granica) – Sucha Góra Orawska nr. 135a (rozebrana)
- Nowy Targ – Jurgów – Podspady (granica) – Tatrzańska Dolina – Spiska Bela (projekt linii)

### Transport lotniczy
Najbliższe porty lotnicze:
- Port lotniczy Poprad – ok. 50 km i Port lotniczy Kraków-Balice – ok. 80 km

Ponadto rozważana jest także rozbudowa obecnego lotniska Aeroklubu Nowy Targ dla potrzeb ruchu pasażerskiego z zachowaniem sportowego charakteru lotniska. W 2011 przy ul. Szpitalnej 14 otworzono lądowisko sanitarne.

## Edukacja

### Żłobki
- Żłobek „Raj Liska”, Nowy Targ – os. Nowe 31C
- Prywatny Żłobek Fiku-Miku, Nowy Targ, ul. Szaflarska 53

### Przedszkola
- Przedszkole Miejskie Nr 2, Nowy Targ, Kowaniec
- Przedszkole Miejskie Nr 4, Nowy Targ, Bór
- Przedszkole Ochronka Zgromadzenia Sióstr Serafitek pw. Dzieciątka Jezus, ul. Długa 13
- Przedszkole niepubliczne „Liwlandia”, ul. Bolesława Wstydliwego 9
- Przedszkole Prywatne „Promyczek”, Nowy Targ, ul. Wojska Polskiego 5
- Przedszkole Prywatne „Wesoły korowód”, Nowy Targ, ul. Wojska Polskiego 26
- Przedszkole Prywatne, Nowy Targ, ul. Szaflarska 51

### Szkoły podstawowe
Szkoła podstawowa Nr 1 ul Kościelna 14
- Szkoła Podstawowa Nr 2, ul. M Kopernika 28
- Szkoła Podstawowa Nr 3, Nowy Targ- Kowaniec
- Szkoła Podstawowa Nr 4 im. Króla Kazimierza Wielkiego, ul. św. Brata Alberta 35
- Szkoła Podstawowa Nr 5, ul. Wł. Orkana 17
- Szkoła Podstawowa Nr 6, Os. Na Skarpie 11
- Szkoła Podstawowa Nr 9, ul. Jana Pawła II 85
- Szkoła Podstawowa Nr 11, pl. Evry 3

### Szkoły średnie

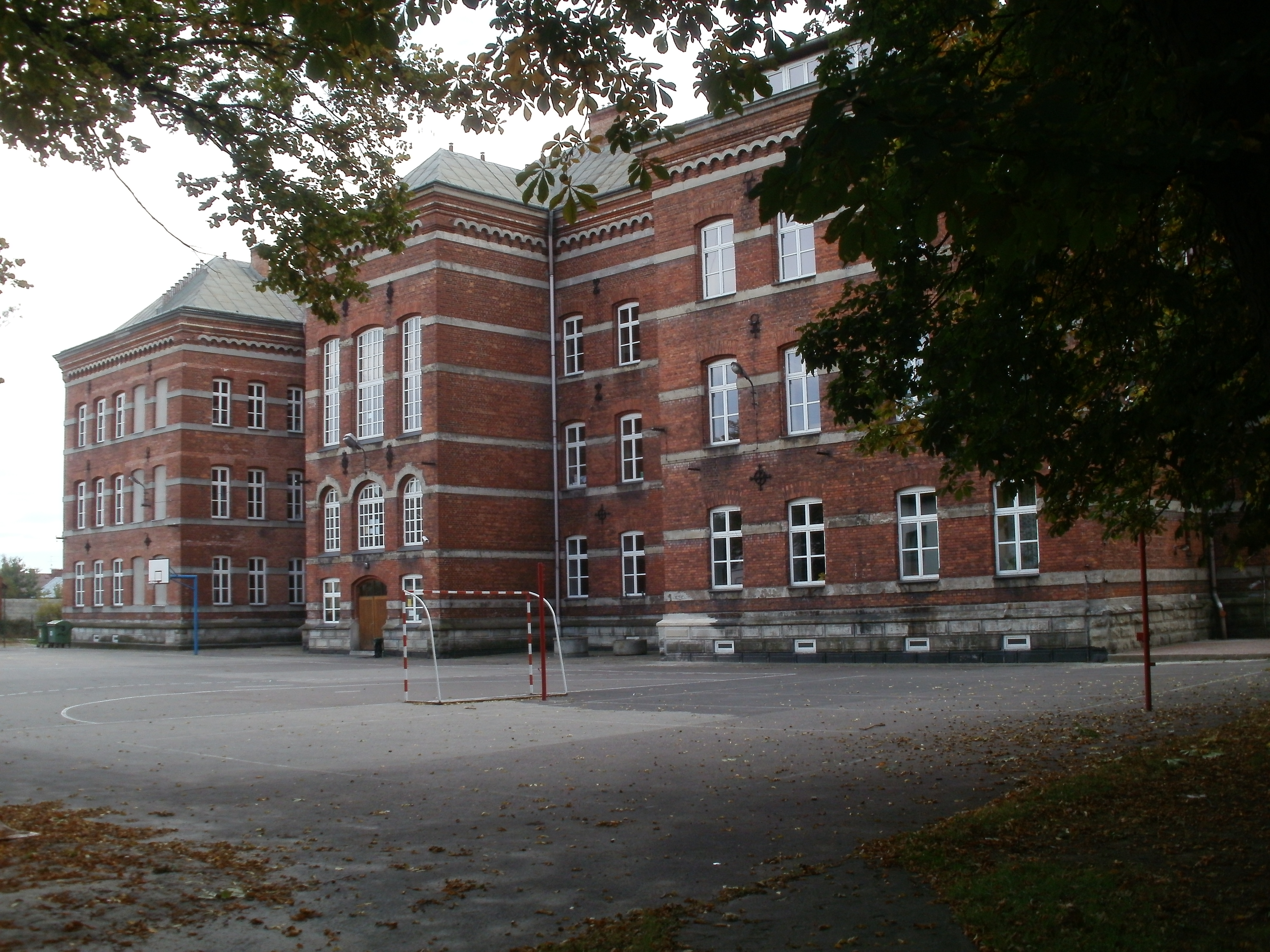
I Liceum Ogólnokształcące im. Seweryna Goszczyńskiego w Nowym Targu, widok od strony ul. Nadwodniej

- Zespół Szkół Nr 1 im. Władysława Orkana, ul. Jana Pawła II 85a
- Zespół Szkół Ogólnokształcących Nr 2 im. Św. Jadwigi Królowej, ul. Ludźmierska 32
- I Liceum Ogólnokształcące im. Seweryna Goszczyńskiego, pl. Krasińskiego 1
- Prywatne Liceum Ogólnokształcącego im. Jana Venuleta[34]
- Zespół Szkół Ekonomicznych – ul. Kowaniec 125
- Zespół Szkół Rolniczych im. A. Suskiego, ul. Kokoszków 71
- Zespół Szkół Technicznych i Placówek im. St. Staszica, ul. Wojska Polskiego 9
- Zasadnicza Szkoła Zawodowa nr 5, ul. Jana Pawła II 85
- Zasadnicza Szkoła Zawodowa w Cechu Rzemiosł Różnych, ul. Szaflarska 9
- Szkoła Przysposabiająca do Pracy, ul. Jana Pawła II 85

### Uczelnie
- Akademia Nauk Stosowanych w Nowym Targu, ul. Kokoszków 71
- Uniwersytet Ekonomiczny w Krakowie – Zamiejscowy Ośrodek Dydaktyczny w Nowym Targu, pl. Krasińskiego 1

### Inne
- Państwowa Szkoła Muzyczna I i II Stopnia im. Fryderyka Chopina, ul. Parkowa 12
- Uniwersytet Trzeciego Wieku

## Organizacje działające w mieście[35]
- Aeroklub Nowy Targ,
- Auto Moto Klub „Gorce”,
- Duszpasterstwo Trzeźwości przy Parafii NSPJ,
- Caritas Archidiecezji Krakowskiej Stacja opieki Nowy Targ,
- Fundacja 2 koła,
- Fundacja im. Adama Worwy,
- Fundacja „Da się”,
- Górskie Ochotnicze Pogotowie Ratunkowe,
- Klub Hokejowy „Podhale Amatorzy”,
- Klub Sportowe „Gorce”,
- KS „Górale”,
- KS „Szarotka”,
- KS „Szkółka Piłkarska Górale”,
- KS „Wiaterni”,
- Maltańska Służba Medyczna,
- Miejska Orkiestra Dęta w Nowym Targ,
- Miejski Młodzieżowy Klub Sportowy,
- Miejski Nauczycielski Chór „Gorce”,
- Niezależny Światowy Związek Żołnierzy Armii Krajowej oddział Nowy Targ,
- Nowotarski Klub Abstynentów „Rodzina”,
- Nowotarski Klub Kolarski,
- Nowotarski Klub Piłkarski „Podhale”,
- Nowotarski Klub Sportów Walki „Hoły Team”,
- Nowotarski Klub Hokejowy „Zawisza”,
- Ochotnicza Straż Pożarna,
- Ognisko Towarzystwa Krzywienia Kultury Fizycznej „Gorce – Nowy Targ”,
- Parafialny Oddział Akcji Katolickiej przy NSPJ,
- Parafialny Oddział Akcji Katolickiej w parafii pw. Św. Katarzyny,
- Podhalańskie Stowarzyszenie Muzyczne Chór „Echo Gorczańskie”,
- Podhalańskie Towarzystwo Przyjaciół Nauk,
- Polski Związek Emerytów, Rencistów i Inwalidów Oddział Małopolska w Nowym Targu,
- Polski Związek Niewidomych Okręg Małopolski,
- Polski Komitet Pomocy Społecznej Zarząd Miejski Nowy Targ,
- Polski Związek Wędkarski – Koła Wędkarskie nr 16, 17, 28,
- Polskie Stowarzyszenie na Rzecz Osób z Niepełnosprawnością intelektualną – Koło Nowy Targ,
- Polskie Towarzystwo Historyczne,
- PTTK Oddział „Gorce”,
- Rajd Wokół Tatr,
- Regionalny Zespół Dziecięcy „Hotar”,
- Stowarzyszenie Biegam po Górach,
- Stowarzyszenie Hipiczne PRO NATI,
- Stowarzyszenie „Drogami Tischnera”,
- Stowarzyszenie Nowotarska Grupa Mieszkańców „Pamięć”,
- Stowarzyszenie Podhalańskie Amazonki,
- Stowarzyszenie Polsko-Niemieckie Forum Podhale,
- Stowarzyszenie Promocji Sportu,
- Stowarzyszenie Sportowe Karate „Yokozuna”,
- Stowarzyszenie Viva L"ARTE,
- Światowy Związek Żołnierzy Armii Krajowej Okręg Małopolska Koło Nowy Targ,
- Towarzystwo Przyjaciół Dziecięcego Zespołu „Mali Śwarni”,
- Towarzystwo Sportowe „Old Boys-Podhale”,
- Towarzystwo Kultury Aktywnej „Ferment”,
- Towarzystwo Bursy Gimnazjalnej im. Jana Bednarskiego pod wezwaniem Św. Stanisława Kostki,
- UKS „Gimpel”,
- UKS „Metalka”,
- UKS „Orkan" i UKS „Piątka" przy Szkole Podstawowej nr 5,
- UKS „ Delfin’,
- UKS „Tęcza" przy Szkole Podstawowej nr 2,
- Wodne Pogotowie Ratunkowe,
- Stowarzyszenie I Love Podhale,
- Zarząd Powiatowy Ligi Obrony Kraju,
- Zespół góralski „Mali Hyrni”, „Hyrni”,
- Związek Dużych Rodzin „Trzy Plus” Koło Nowy Targ,
- Związek Harcerstwa Rzeczypospolitej - Obwód Tatrzański[36],
- Związek Kombatantów Rzeczypospolitej Polskiej i Byłych Więźniów Politycznych Koło Miejskie Nowy Targ,
- Związek Kynologiczny Oddział w N. Targ,
- Związek Podhalan Oddział w Nowym Targu.

## Kultura

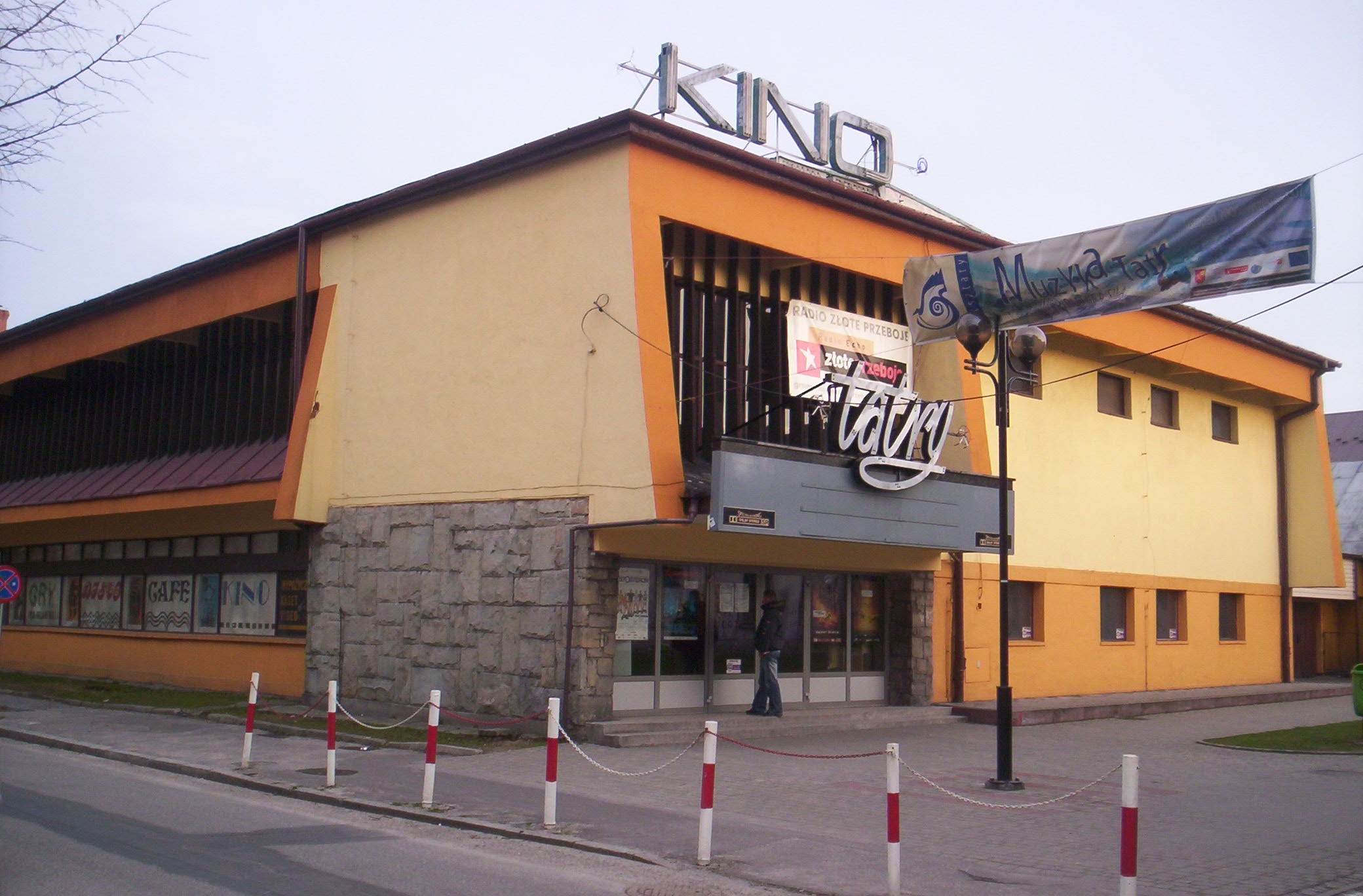
Kino Tatry w Nowym Targu

- Muzeum Podhalańskie im. Czesława Pajerskiego[37]
- Młodzieżowy Dom Kultury
- Miejski Ośrodek Kultury
- Miejska Biblioteka Publiczna
- Spółdzielczy Dom Kultury przy ul. Kopernika
- Galeria Jatki, Małopolskie Biuro Wystaw Artystycznych

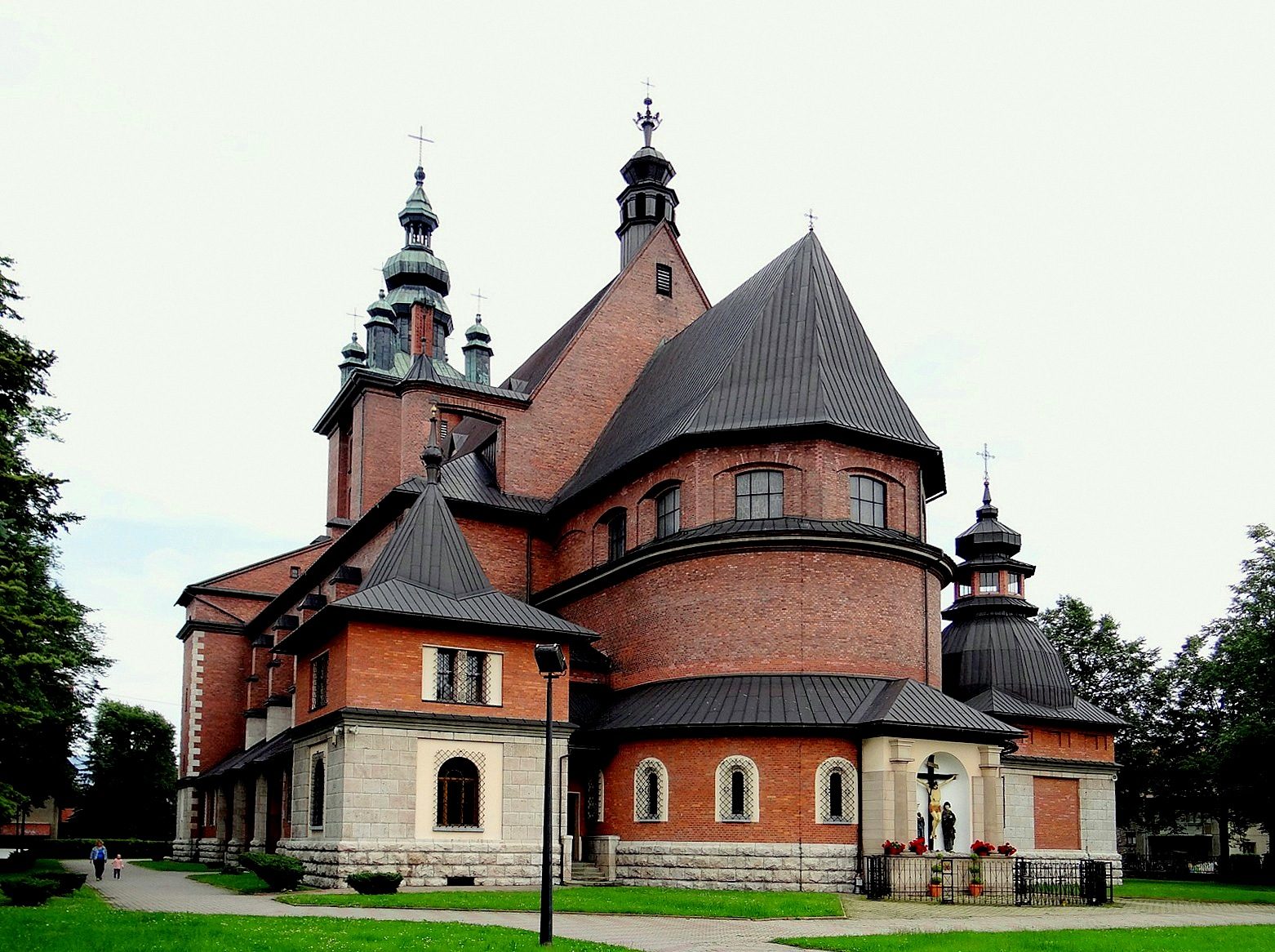
Kościół Najświętszego Serca Pana Jezusa

- Galeria „Stara Kotłownia”
- Kino „Tatry”
- DKF „Kabina”

## Religia

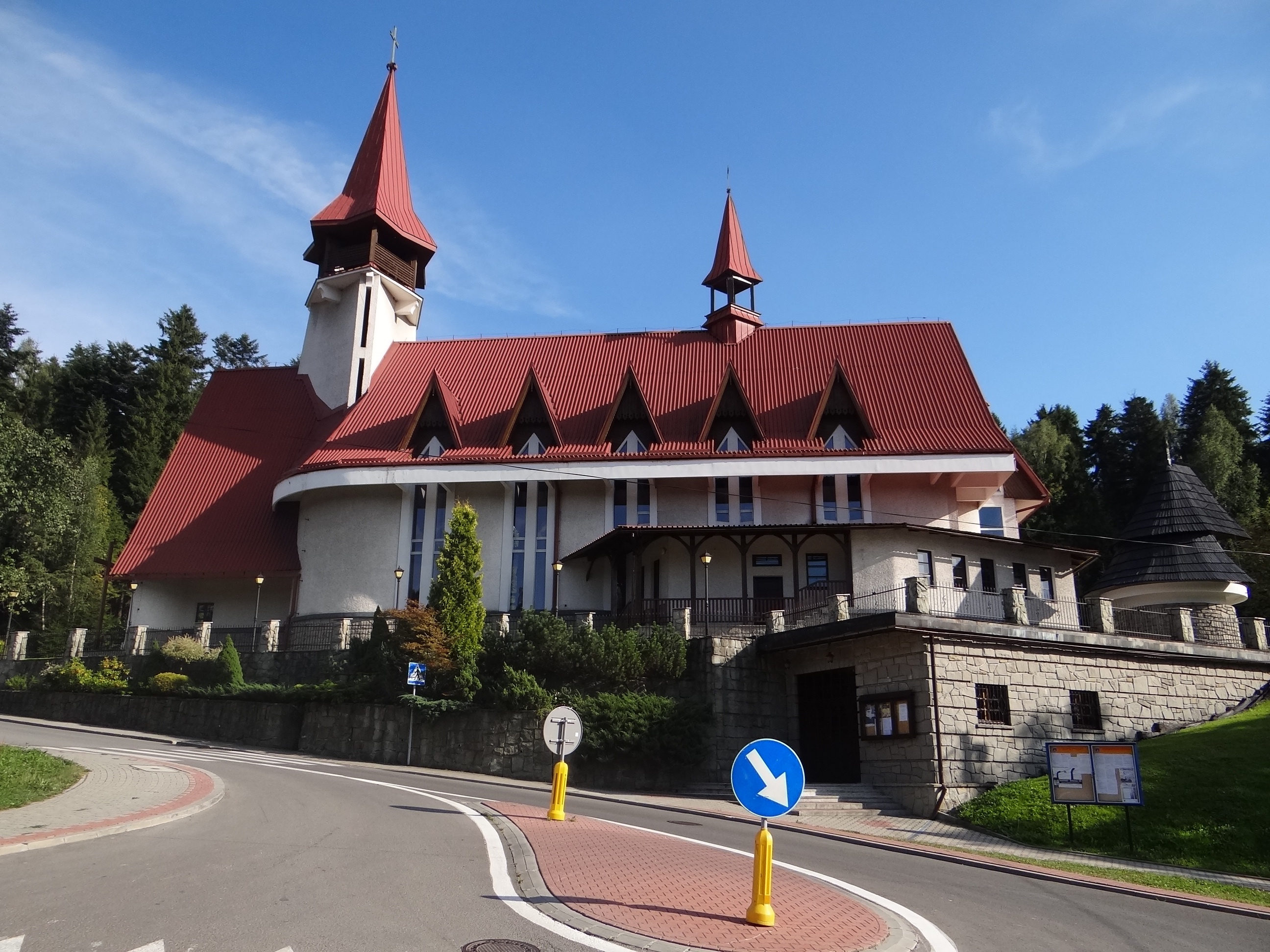
Kościół MB Anielskiej na Kowańcu

Większość mieszkańców Nowego Targu stanowią wyznawcy Kościoła rzymskokatolickiego. Nowotarskie kościoły katolickie:
- Kościół Najświętszego Serca Pana Jezusa, al. Tysiąclecia 39 – Śródmieście
- Kościół św. Katarzyny, ul. Kościelna 1 – Stare Miasto
- Kościół św. Brata Alberta, Nowy Targ – Niwa
- Kościół Matki Bożej Anielskiej, Nowy Targ – Kowaniec
- Kościół św. Jadwigi Królowej, Nowy Targ – Bór
- Kościół św. Jana Pawła II, ul. Szaflarska 160 – Równia Szaflarska
- Kościół św. Anny
- Kaplica Matki Boskiej Królowej Gorców, pod Turbaczem

Na terenie miasta działalność duszpasterską prowadzą także kościoły protestanckie:
- Kościół Boży w Polsce – Kościół „Źródło” Foursquare w Nowym Targu[38]
- Kościół Chwały – Kościół Chwały w Nowym Targu[39]
- Kościół Zielonoświątkowy – zbór „Otwarte Drzwi”, protestancka wspólnota o charakterze ewangelicznym, posiadająca kaplicę przy ul. Orkana 4[40][41]

W mieście działalność prowadzi również zbór Świadków Jehowy z Salą Królestwa przy ul. Kasprowicza 93.

## Przyroda i turystyka

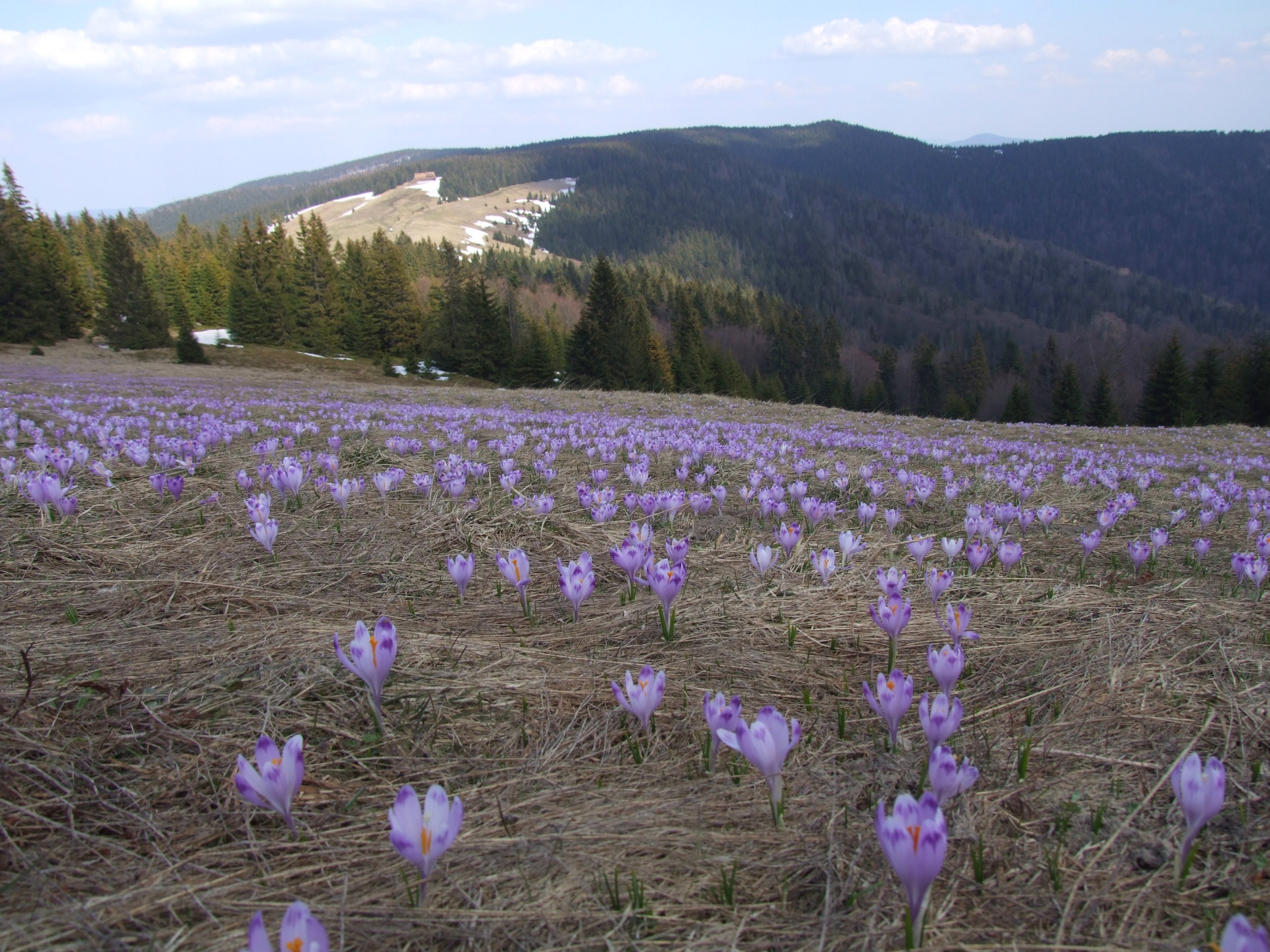
Gorce wiosną (Hala Długa)

Nowy Targ leży w północnej części Podhala we wschodniej części Kotliny Orawsko-Nowotarskiej, u podnóża Gorców pomiędzy Białym a Czarnym Dunajcem, które łączą się, tworząc Dunajec, będący prawym dopływem Wisły. Z tego miejsca wyrusza słynny spływ kajakowy im. Tadeusza Pilarskiego, będący jedną z największych i najstarszych imprez tego typu w Europie. Miasto jest doskonałą bazę dla turystyki pieszej, rowerowej, narciarskiej, kajakowej, ekstremalnej czy motorowej. Położenie Nowego Targu sprawia, że jest miastem o bogatych walorach turystycznych. Najbliżej znajduje się pasmo Gorców z najwyższym szczytem Turbaczem (1314 m n.p.m.). W niewielkiej odległości od miasta jest Jezioro Czorsztyńskie, które zadowoli miłośników sportów wodnych. Na zachód od Nowego Targu znajduje się masyw Babiej Góry, a na południe Tatry. W tych obszarach znajdują się 4 parki narodowe: Gorczański Park Narodowy, Tatrzański Park Narodowy, Babiogórski Park Narodowy i Pieniński Park Narodowy Miłośników sportów zimowych zadowolą wyciągi narciarskie Zadział oraz Długa Polana znajdujące się w dzielnicy Kowaniec, a także niewielka odległość do dużych ośrodków narciarskich takich jak Białka Tatrzańska oraz Bukowina Tatrzańska. W 2006 program turystyczny Instynkt Tropiciela telewizji TV4 przyznał Nowemu Targowi nagrodę „turystycznego odkrycia roku”.

### Ochrona przyrody

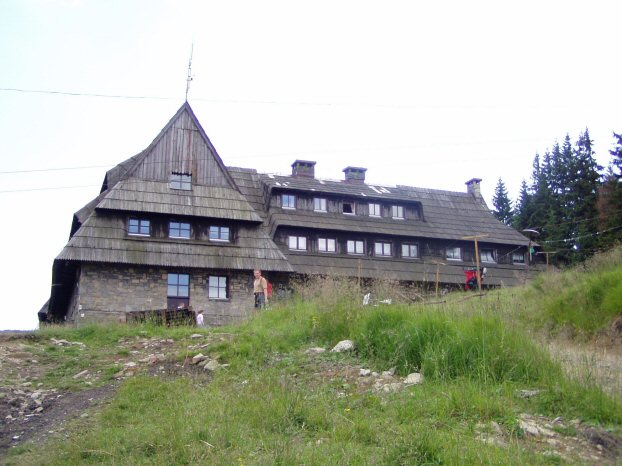
Schronisko na Turbaczu

- Gorczański Park Narodowy – utworzony w 1981, obejmuje centralne pasmo Gorców, m.in. masywy Turbacza i Gorca. Na terenie Parku występuje wiele gatunków zwierząt wpisanych do Polskiej Czerwonej Księgi Zwierząt. Są to m.in.: traszka karpacka, niedźwiedź brunatny, podkowiec mały, popielica szara, rzęsorek mniejszy, ryś euroazjatycki, wilk szary, żbik europejski. Symbolem parku jest Salamandra plamista (Salamandra salamandra)
- Bór na Czerwonem – rezerwat ścisły znajdujący się na terenie Nowego Targu założony w 1925. Na jego terenie chroni się roślinność torfowiskową. Najcenniejszymi gatunkami roślin które występują w rezerwacie są podbiałek alpejski, sosna drzewokosa, widłak jałowcowaty i widłak goździsty.

### Szlaki turystyczne

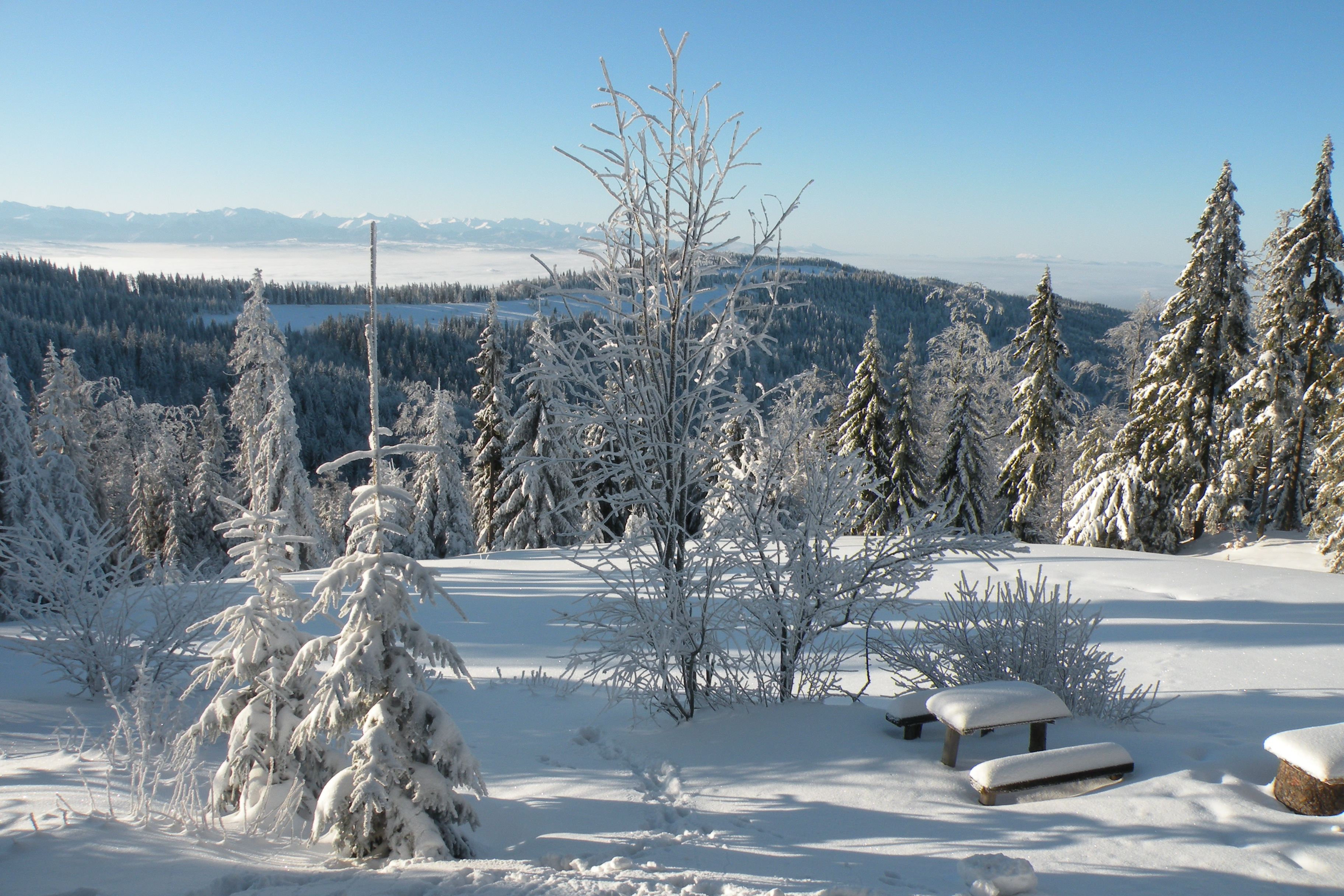
Widok z chaty „Bene” na Jaworzynę Obidowską

- – niebieski na Bukowinę Obidowską
- – zielony przez Polanę Brożek i Bukowinę Waksmundzką na Turbacz
- – żółty przez Polanę Rusnakową i Bukowinę Miejską na Turbacz
- – zielony przez Bukowinę Obidowską i Obidową na Stare Wierchy
- – czarny przez Bukowinę Obidowską na Bukowinę Miejską

### Zabytki

#### Kościół pod wezwaniem św. Anny

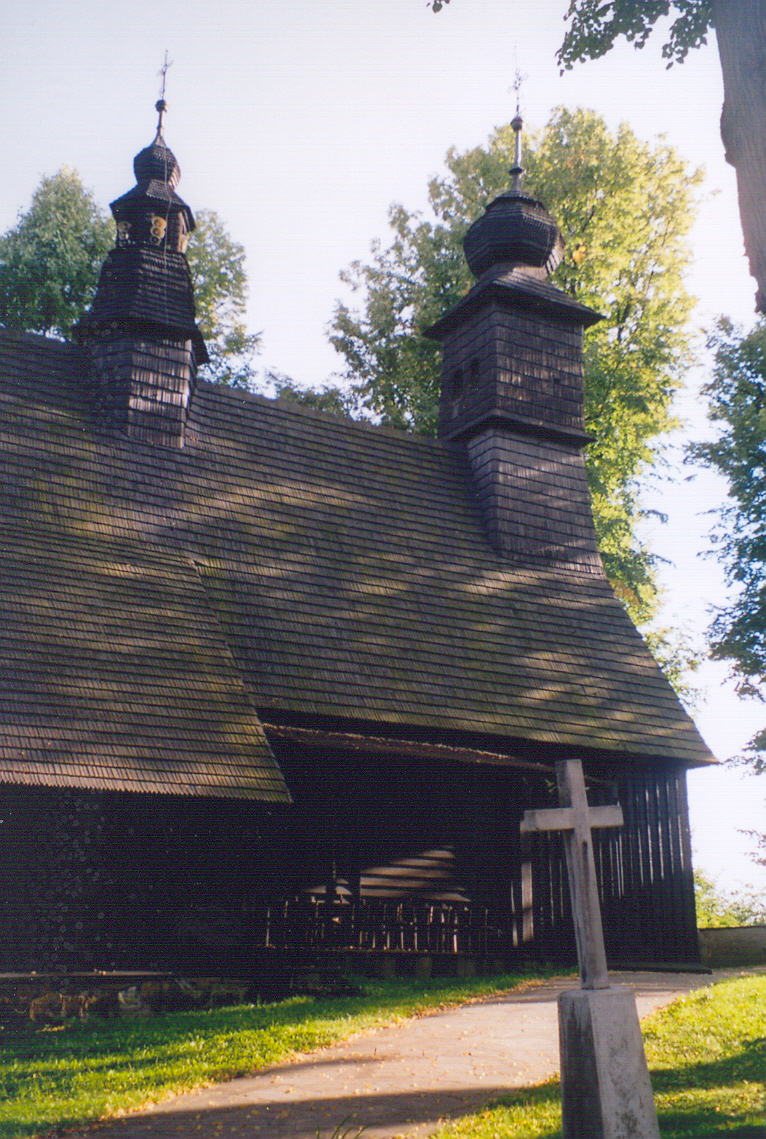
Kościół św. Anny

Drewniana budowla, wzniesiona na podciętym od północy stromą skarpą wzgórzu, na terenie cmentarza. Zbudowany został prawdopodobnie w końcu XV wieku (tradycja o jego ufundowaniu przez zbójników w 1219 nie znajduje żadnego potwierdzenia w źródłach). Późniejsze przebudowy zatarły większość jego pierwotnych cech gotyckich. Najpoważniejszy remont dokonany został tuż przed 1610, ok. 1772 dobudowano wieżę, a późniejsze remonty przeprowadzono w latach: 1865, 1879, 1903, 1974 i 2002. Późnobarokowy ołtarz główny pochodzi z 1 poł. XVIII wieku. W jego polu środkowym umieszczono obraz Rodziny N. P. Marii z 1516 (przykryty obrazem św. Rodziny z 1763), a w górnej kondygnacji obraz Matki Boskiej z Dzieciątkiem z początku XVI wieku. W ołtarzach bocznych z końca XVII wieku znajdują się barokowe obrazy: św. Marii Magdaleny i św. Marii Egipcjanki w lewym oraz Matki Boskiej Łaskawej i św. Rozalii w prawym. Malowidła ścienne autorstwa urodzonego w Nowym Targu malarza Hipolita Lipińskiego z ok. 1880, przedstawiają m.in. legendę o założeniu kościoła przez zbójników. Do ciekawszych elementów wyposażenia wnętrza należą także: rokokowa ambona, organy z 2 poł. XVIII wieku oraz dwie gotyckie rzeźby przedstawiające Matkę Boską Bolesną i św. Jana Ewangelistę. Podczas ostatniego remontu, przeprowadzonego w latach 1998–2001, odnowiono m.in. malowidła ścienne i położono marmurową posadzkę. Kościół znajduje się na małopolskim Szlaku Architektury Drewnianej. Jest to najstarsza góralska świątynia na Podhalu.

#### Kościół pod wezwaniem św. Katarzyny Aleksandryjskiej

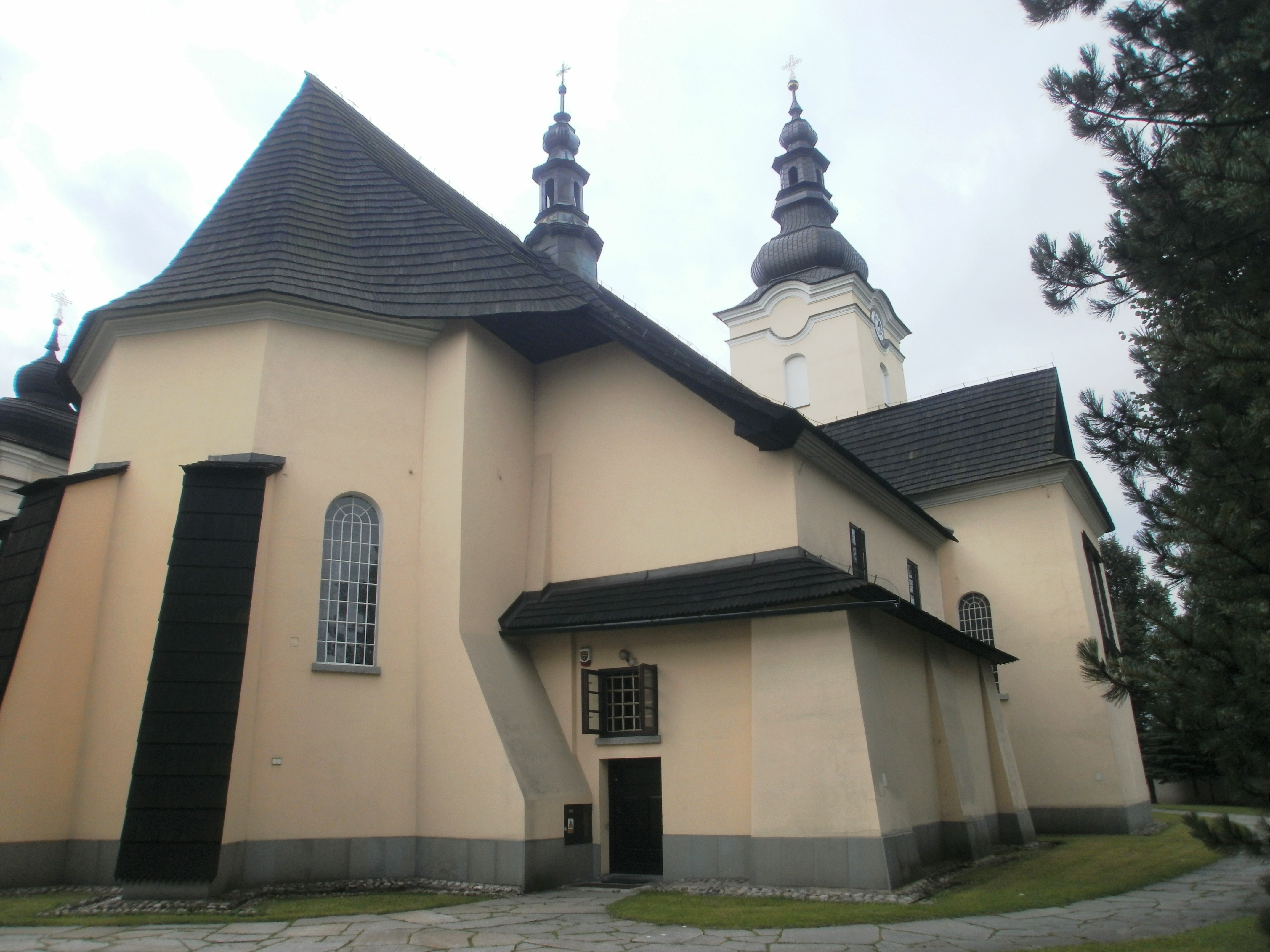
Kościół św. Katarzyny

Kościół św. Katarzyny jest obecnie najstarszym istniejącym kościołem na Podhalu. Został wybudowany w 1346. Ufundował go król Kazimierz Wielki. Wcześniej istniała tylko parafia przyszłej patronki miasta. Z powodu pożarów które trawiły kościół w latach: 1601, 1656 (potop szwedzki),1710, 1719, 1932 i następujących po nich remontach kościół nie wygląda tak jak 600 lat temu. Obecnie kościół jest murowany. Wystrój wnętrza kościoła utrzymany jest w stylu barokowym. W głównym ołtarzu znajduje się obraz św. Katarzyny (z 1892). W lewym ołtarzu bocznym mieści się obraz Przemienienia na górze Tabor. Zdobią go figury Mojżesza i Eliasza, zaś w antepedium wprawiona jest tłoczona skóra – kurdyban, według legendy przywieziony spod Wiednia przez Jana III Sobieskiego. Z prawej zaś strony znajduje się ołtarz św. Józefa który jest kopią bogatego, barokowego ołtarza zniszczonego w pożarze w 1932, w którym znajduje się jego obraz (1970). Drugi obraz, umieszczony w tym ołtarzu, to wizerunek św. Agnieszki Męczennicy. Obydwa te obrazy przysłaniają ukoronowaną figurę Matki Bożej Królowej. Ołtarz wieńczy obraz św. Anny z Maryją i św. Joachimem oraz postać św. Michała Archanioła, depczącego szatana. Niżej na ścianach nawy po każdej stronie jest jeszcze jeden ołtarz – z lewej z figurką św. Antoniego z Dzieciątkiem, św. Teresy i św. Kunegundy oraz obrazem Matki Bożej Wniebowziętej (z 1899); zaś z prawej ołtarz poświęcony św. Mikołajowi, św. Barbarze oraz św. Teresie, której obraz wisi w tym ołtarzu. Ciekawy jest także chór muzyczny z tyłu kościoła. Dzięki pracom konserwatorskim odsłonięto umieszczone na balustradzie XVIII-wieczne zdobienia i malowidła, będące ilustracją do fragmentów psalmów. Miały one za zadanie wzbudzić pogardę dla wartości doczesnych i ulotnych. Balustrada podzielona jest na 7 pól. Pierwsze i ostatnie malowidło noszą podpisy: „Panie przed Tobą wszelkie pragnienie moie, y wzdychanie moie nie jest tayne Tobie” oraz „Me wchodź wsad zsługą twoim, albowiem nie każdy będzie usprawiedliwiony przed obliczem twoim”. Przy kościele znajduje się ogród różańcowy ze źródełkiem.

#### Pomniki

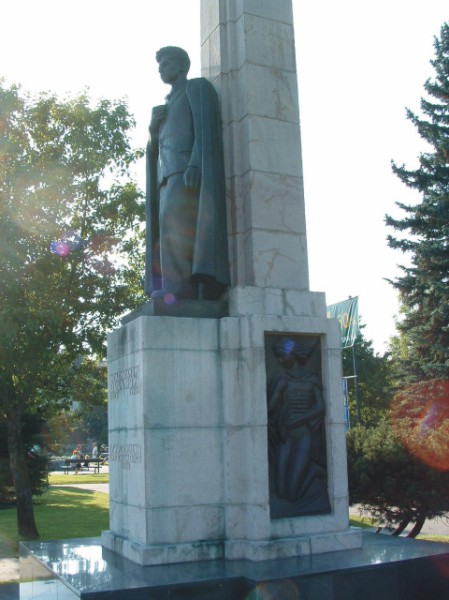
Pomnik Władysława Orkana przed usunięciem z Rynku

Na terenie Nowego Targu znajdują się trzy pomniki: pomnik Władysława Orkana na Placu Słowackiego, pomnik Adama Mickiewicza przy wejściu do parku miejskiego, oraz pomnik Jana Pawła II na nowotarskim lotnisku.

#### Rynek i ratusz

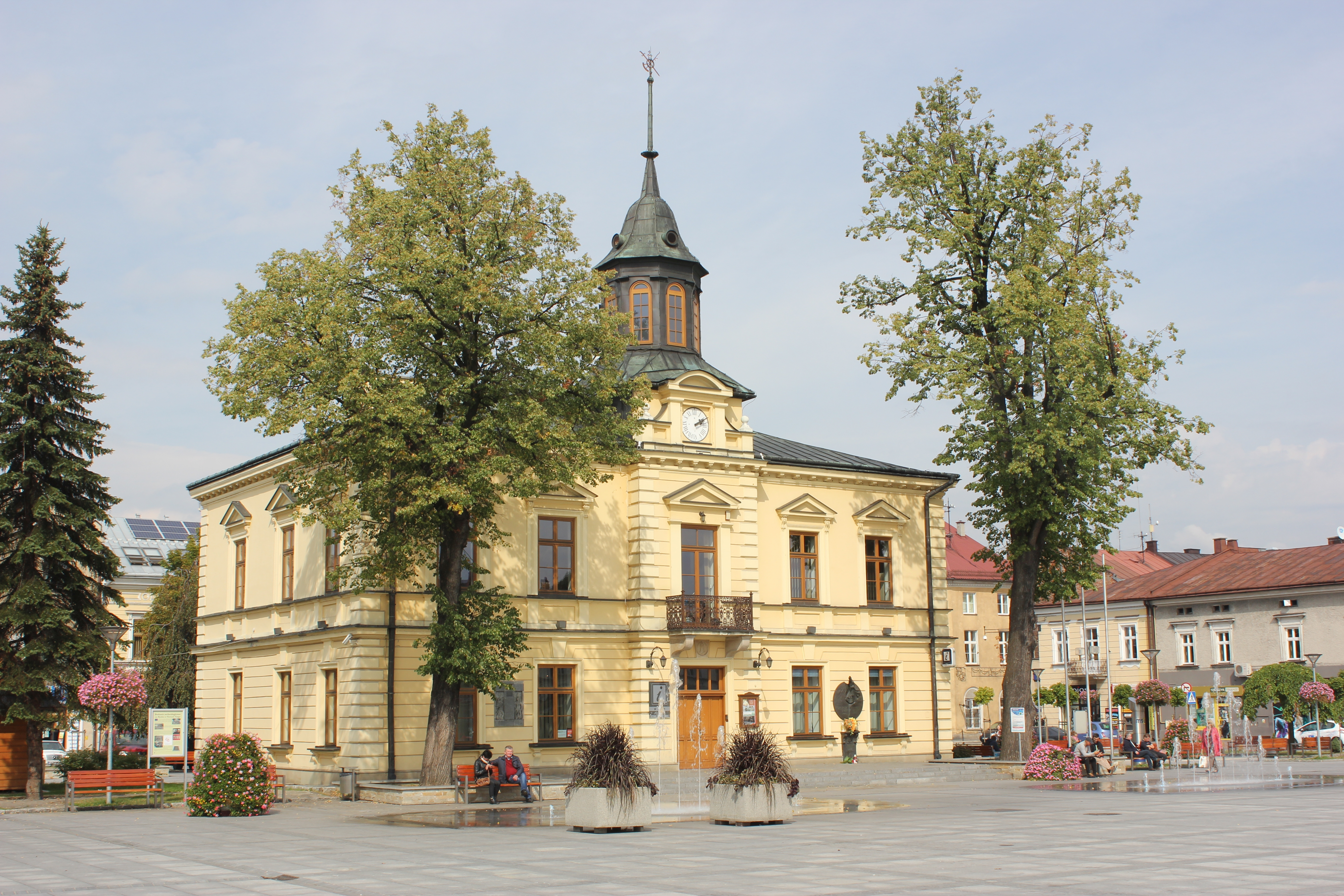
Ratusz – rynek

Nowy Targ jest miastem handlowym więc ma duży rynek, o powierzchni 1,5 ha. Niegdyś odbywały się na nim jarmarki na które tłumnie zjeżdżali kupcy, oraz ludność całego Podhala. Obecnie nowotarski Rynek okalają zabytkowe kamienice mieszczańskie (częściowo przebudowane w ostatnich latach), choć do końca XVIII wieku wszystkie zabudowania były drewniane (spłonęły w 1784). Pośrodku rynku znajduje się zabytkowy ratusz pochodzący z XIX wieku. Jest budynkiem dwukondygnacyjnym, posiadającym na froncie wieżę, zwieńczoną hełmem oraz iglicą. Poprzedni, drewniany ratusz stał na tym samym miejscu już w 1767. Nieopodal ratusza znajduje się kapliczka św. Jana Kantego. Została poświęcona 11 września 1904, przez proboszcza parafii pod wezwaniem św. Katarzyny Michała Wawrzynowskiego.

## Sport

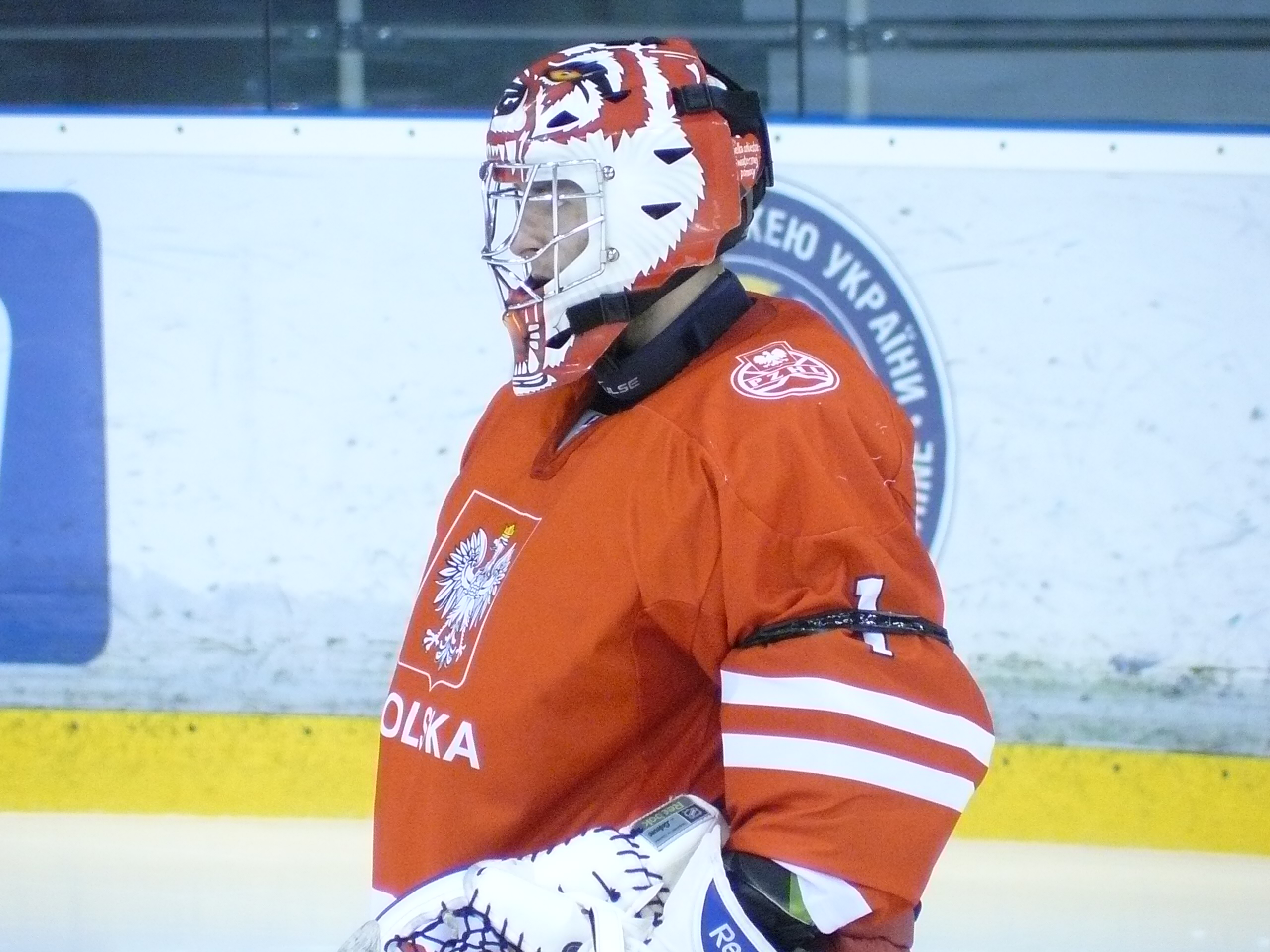
Wychowanek Podhala Krzysztof Zborowski w barwach Reprezentacji Polski

Z Nowym Targiem związanych jest wielu utytułowanych sportowców i klubów sportowych. W mieście działa klub hokejowy Tatry Ski Podhale Nowy Targ – najbardziej utytułowany, wielokrotny mistrz Polski, Szarotka Nowy Targ – jedenastokrotny mistrz Polski w unihokeju od roku 2000–2010. Do 2009 posiadający także sekcję piłki nożnej oraz Górale Nowy Targ (aktualny mistrz Polski w unihokeju).
Sporty motorowe reprezentuje Auto Moto Klub Gorce Nowy Targ, który jest najbardziej utytułowanym klubem trialowym w Polsce. Wychowankiem Auto Moto Klubu Gorce jest najlepszym zawodnik trialu, Tadeuszem Błażusiakiem, który jako pierwszy w historii pięciokrotnie wygrał jedne z najtrudniejszych zawodów enduro świata: Erzbergrodeo. W 2013 został odznaczony Złotym Krzyżem Zasługi.
Aeroklub Nowy Targ posiada sekcję samolotową, szybowcową, paralotniarską i modelarską. Ponadto prowadzi szkolenia dla przyszłych pilotów samolotów i szybowców oraz skoczków spadochronowych.

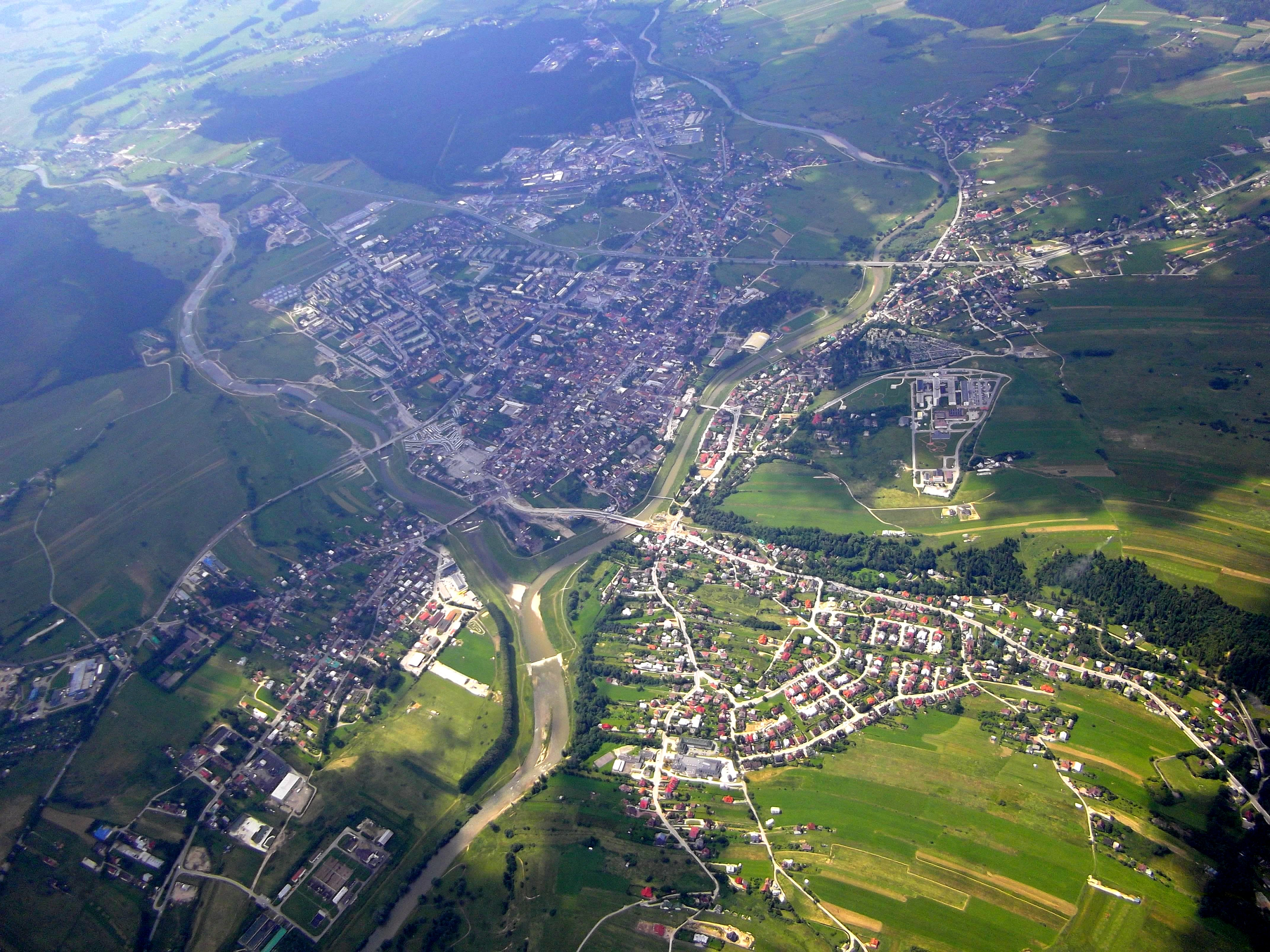
Widok na miasto z szybowca miejskiego aeroklubu

Z Nowego Targu pochodzi Ewa Pawlikowska, sześciokrotna Mistrzyni Świata i dziesięciokrotna Mistrzyni Polski w karate kyokushin. Prężnie rozwija się Klub Sportowy Gorce, który zrzesza wiele sekcji (tenis stołowy, koszykówka, szachy, unihokej, biegi narciarskie). Wiele sukcesów jest właśnie związanych z tenisem stołowym – zespół kobiet w sezonie 2008/2009 wywalczył awans do ekstraklasy, natomiast drużyna męska po wielu latach występów w drugiej lidze wywalczyła awans do pierwszej ligi w sezonie 2012/2013. Kilku zawodników odniosło i odnosi sukcesy w zawodach ogólnopolskich indywidualnych oraz jest w kadrze Polski (m.in. Maja Krzewicka i Izabela Godlewska, które są medalistkami Mistrzostw Polski, a także Mikołaj Kierski, który w sezonie 2006/2007 był wicemistrzem Polski w mikście kadetów, a indywidualnie był w czołowej ósemce).

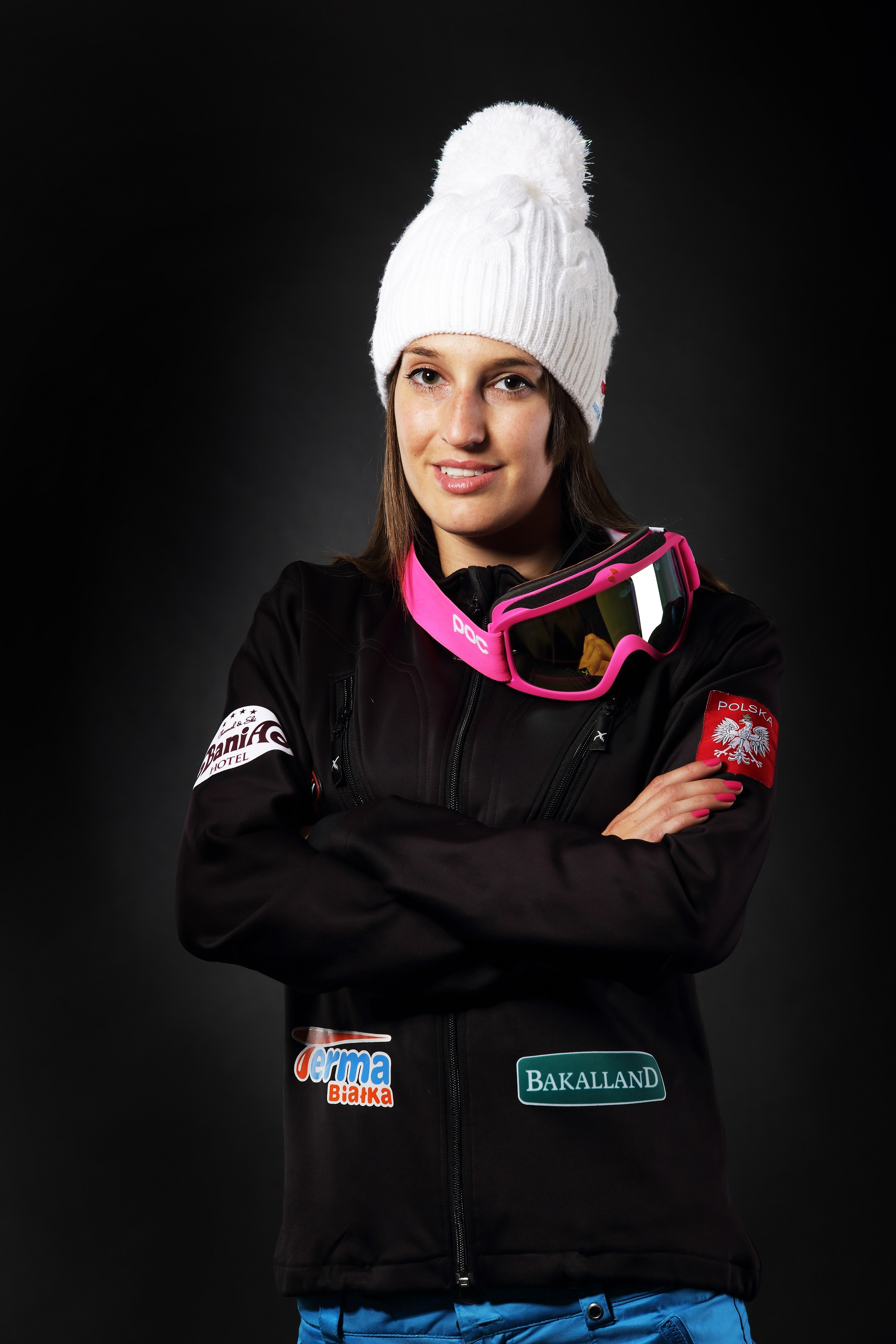
Aleksandra Król

W Nowym Targu wychowała się również Aleksandra Król – snowboardzistka, olimpijka, specjalizująca się w snowboardowym slalomie gigancie równoległym (PGS) i slalomie równoległym (PSL). Najlepszy wynik na mistrzostwach świata uzyskała w 2017 w Sierra Nevada (Hiszpania), zajmując 8. miejsce w konkurencji slalom równoległy. Jest złotą medalistką 28. Uniwersjady, która odbywała się 2017 w kazachskim mieście Ałmaty, na której poprawiła wynik z 2011 roku, kiedy to na 25. Uniwersjadzie w Erzurum (Tur) była 4.
Stolica Podhala jest miastem, w którym jest najwięcej w Polsce olimpijczyków przypadających na 1000 mieszkańców. Jest ich 43, w tym 38 hokeistów. W Nowym Targu podczas zimowej uniwersjady w 1993 i 2001 w Miejskiej Hali Lodowej rozgrywano mecze w hokeju na lodzie.

### Kluby sportowe

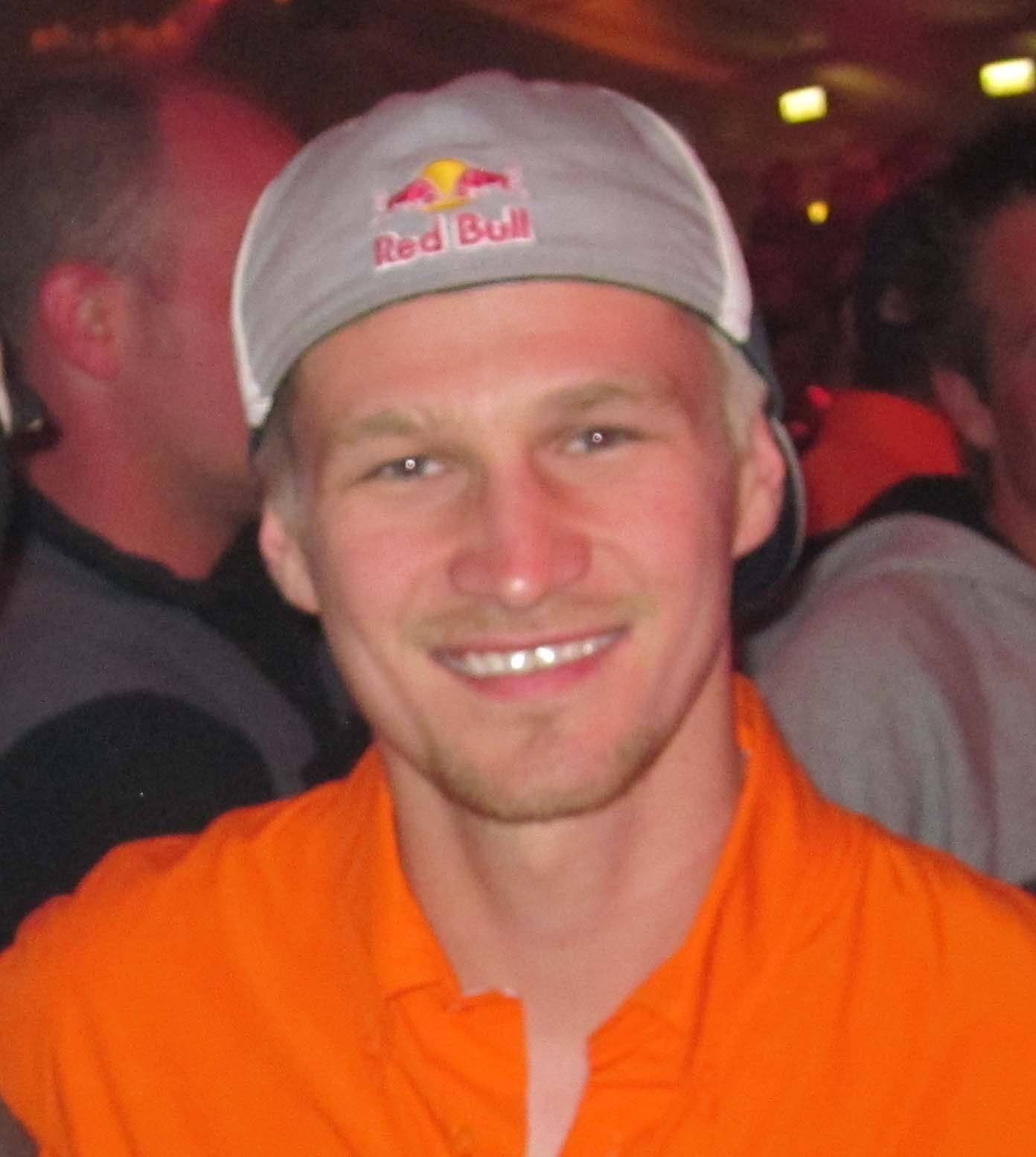
Tadeusz Błażusiak w czasie Erzbergrodeo 2009

- Podhale Nowy Targ – hokej na lodzie, short track, unihokej
- NKP Podhale Nowy Targ – piłka nożna
- Klub Hokejowy Podhale Amatorzy Nowy Targ – hokej na lodzie
- KS Szarotka Nowy Targ – unihokej
- KS Górale Nowy Targ – unihokej
- KS Gorce Nowy Targ – tenis stołowy, koszykówka, unihokej, biegi narciarskie, szachy
- KS Wiaterni Nowy Targ – żeglarstwo, triathlon
- Aeroklub Nowy Targ – sporty lotnicze
- Auto Moto Klub Gorce – trial motorowy
- Stowarzyszenie Sportów Walki Krokus Nowy Targ – sporty walki
- RC Model Sport Nowy Targ – modelarstwo
- Yacht Club Polski Nowy Targ – żeglarstwo
- Podhalańskie Towarzystwo Żeglarskie Nowy Targ – żeglarstwo
- Kelly’s Team Górskie Orły Nowy Targ – kolarstwo górskie
- Stowarzyszenie Sportowe Karate Yokozuna – karate
- UKS Delfin Nowy Targ – pływanie
- UKS Gimpel Nowy Targ – lekkoatletyka

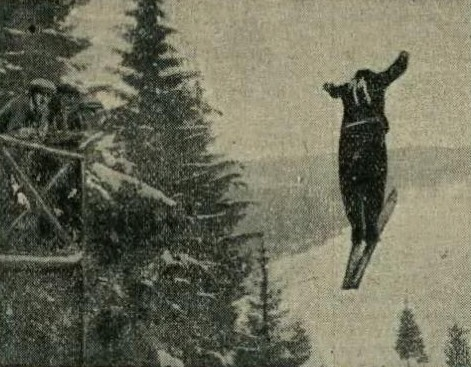
Zygmunt Rajski podczas mistrzostw Nowego Targu w skokach narciarskich

### Obiekty sportowe
- Miejska Hala Lodowa – znajduje się przy ul. Parkowej. Swoje mecze rozgrywają tutaj klub hokejowy Podhale Nowy Targ, MMKS Podhale Nowy Targ oraz amatorskie drużyny hokejowe. Miejska Hala Lodowa została wybudowana 1952 i od tego czasu przeszła wiele remontów oraz modernizacji. Obecnie MHL posiada pojemność 3500 osób. Przy hali znajdują się boiska do piłki nożnej, koszykówki i siatkówki oraz tor lodowy. Najważniejsze imprezy które miały miejsce na nowotarskim lodowisku to Zimowa Uniwersjada 1993 i 2001, turniej przedkwalifikacyjny do igrzysk olimpijskich w 2004 z udziałem Polski, Holandii, Litwy i Chorwacji.
- Stadion Miejski im. Józefa Piłsudskiego – mieści się przy ul. Kolejowej, posiada pełnowymiarowe boisko piłkarskie oraz bieżnię.
- Hala Sportowa KS Gorce – al. Tysiąclecia. Przy hali sportowej znajduje się boisko piłkarskie z bieżnią oraz kortami tenisowymi
- Basen Miejski – plac Evry
- Wyciągi narciarskie Długa Polana oraz Zadział
- lotnisko Nowy Targ
- Tor Auto Moto Klubu Gorce
- Skatepark – al. Solidarności
- Narciarskie trasy biegowe – Długa Polana (długość 700 m), trasa biegowa na lotnisku (długość 15 km), trasa biegowa w Borze Kombinackim (długość 5,5 km)
- Miejska Hala Sportowa – nowo wybudowana hala przy Szkole Podstawowej na os. Niwa. W niej mecze rozgrywają mistrz Polski seniorów w unihokeju – Madex Górale oraz wicemistrz – Worwa Szarotka i inne unihokejowe kluby
- Ścianka wspinaczkowa (Centrum Wspinaczkowe TOP, ul. Konfederacji Tatrzańskiej 1b)

## Ludzie związani z Nowym Targiem

### Burmistrzowie Nowego Targu
Lista burmistrzów

#### Burmistrzowie do 1950
- ok. 1830–1832 – Antoni Piątkowski
- 1867–1883 – Julian Wiśniewski
- 1883–1886 – Józef Schowal
- 1897–1898 – Franciszek Ksawery Sheybal (komisarz rządowy)
- 1898–1907 – Mikołaj Halikowski
- 1907–1922 – Józef Rajski
- 1922–1924 – Franciszek Dworski
- 1924–1933 – Józef Rajski
- 1934 – Franciszek Drużbacki
- 1934–1939 – Andrzej Franciszek Stachoń
- 1939–1945 – Jan Stanek (burmistrz komisaryczny)
- 1945 – Adam Michał Szoski
- 1945 – Franciszek Placzyk
- 1945 – Władysław Nehring
- 1945–1949 – Tomasz Magierski
- 1949–1950 – Edward Ludomir Kotowski

#### Przewodniczący Prezydium MRN
- 1950–1954 – Franciszek Jakobiszyn
- 1954–1955 – Antoni Władysław Głąbiński
- 1955–1956 – Stanisław Antolak
- 1956–1958 – Kazimierz Wielgus
- 1958–1959 – Leon Leja
- 1959–1966 – Bolesław Sidziński
- 1966–1970 – Jan Żmuda
- 1970–1973 – Józef Różański

#### Naczelnicy
- Jan Kazimierz Kasprzycki
- Władysław Gawlas
- Andrzej Hadowski
- 1981–1990 – Stanisław Ślimak[49]

#### Burmistrzowie od 1990
- 1990–1994 – Józef Jan Rams
- 1994–1996 – Czesław Borowicz
- 1996–2014 – Marek Fryźlewicz
- od 2014 – Grzegorz Watycha

## Miasta partnerskie
Miasta partnerskie Nowego Targu:
- Radevormwald – Niemcy
- Kieżmark – Słowacja (10.06.1995)
- Évry – Francja
- Roverbella – Włochy
- Liptowski Mikułasz – Słowacja[51]

Gmina partnerska:
- Stary Targ (z sołectwem Nowy Targ) – Polska (26.05.2017)[52]

## Sąsiednie gminy
Nowy Targ, Szaflary